# Domenico Michiel
Domenico Michiel (* 2. Hälfte des 11. Jahrhunderts, wohl in Venedig; † 1130 ebenda) regierte von 1118 bis 1129 oder 1130 die Republik Venedig. Nach der historiographischen Tradition, wie die staatlich gesteuerte Geschichtsschreibung Venedigs genannt wird, galt er als der 35. Doge.
Domenico Michiel führte Krieg gegen Byzanz, von dem er 1126 die Erneuerung des 1118 ausgesetzten Handelsprivilegs von 1082 erzwang, und einen Kreuzzug im Heiligen Land, in dessen Verlauf vor allem Tyros erobert wurde. Während dieser Zeit, also in den Jahren 1122 bis 1125, vertrat ihn als Vizedoge sein Sohn Leachim sowie ein anderer Domenico Michiel. Ungarn nutzte die Gelegenheit, um sich zeitweise Städte in Dalmatien zu sichern, doch musste König Stephan II. diese Städte bei der Rückkehr der Flotte wieder aufgeben. Eine zweite Flottenexpedition erzwang schließlich – nachdem die aus dem Heiligen Land zurückkehrende Flotte vergebens byzantinische Inseln geplündert hatte – im Jahr 1126 von Byzanz die Erneuerung der venezianischen Handelsvorrechte.
Zu seinem Nachfolger machte der Doge, nachdem ihn die Volksversammlung gebeten hatte, einen neuen Dogen zu bestimmen, seinen Schwiegersohn Pietro Polani. Ob es sich um einen späten Versuch in der Geschichte Venedigs handelte, eine Erbmonarchie zu installieren, ist unklar.

## Herkunft und Familie
Der Doge lässt sich nicht eindeutig Personennamen zuordnen, die in zeitgenössischen Dokumenten auftauchen. Daher ist seine Herkunft nicht eindeutig zu klären. Domenico Michiel war möglicherweise Sohn jenes Giovanni, der im Jahr 1100 die große Flotte kommandierte, die ins Heilige Land fuhr, und Neffe des Dogen Vitale Michiel. In einem Notariatsakt von 1104 erscheint allerdings auch ein Domenico Michiel, Sohn des Pietro, der ein Bewohner der venezianischen Gemeinde San Cassian war. In einigen Dokumenten der Jahre 1151 und 1160 erscheint ein Leachim, Sohn des Michiel, und auch dieser war Bewohner von San Cassian. Die übereinstimmende Gemeinde macht eine Identifikation jenes Domenico Michiel von 1104 mit dem gleichnamigen Dogen plausibel. Dann wäre er allerdings Sohn des besagten Pietro und nicht des Giovanni, Sohn des Vitale.
Unter den Zeitgenossen finden sich zwei weitere Männer, nämlich ein Vizedoge, der mit Leachim Venedig von 1122 bis 1125 regierte, während der Doge Domenico Michiel abwesend war, sowie ein iudex, der 1125 erscheint, zusammen mit besagtem Michiel und ein anderer Michiel, Giovanni, auch dieser iudex und Unterzeichner einer Urkunde, in der das Kloster Ss. Trinità di Brondolo die Rechte der Söhne des iudex Andrea Michiel anerkennt, unter denen sich wiederum ein anderer Domenico Michiel befand. Dabei handelte es sich um Eigentum, das dem Kloster nach dem Tod des Vaters zurückgegeben wurde. So ist es nicht möglich mit Sicherheit zu belegen, welchem ramo oder Zweig der großen Michielfamilie der Doge angehörte. Die Namensvettern lassen sich nicht mit Sicherheit mit dem Dogen identifizieren.
Seine Frau Victa, deren Existenz nur durch die Chronik Andrea Dandolos belegt ist, brachte eine gemeinsame Tochter namens Adelasa zur Welt, die den Nachfolger Michiels heiratete, und den Sohn Leachim, der den Vater über Jahre als Vizedoge vertrat. Sein Name stellt ein Anagramm des väterlichen Namens dar. Dieser Dogensohn starb wohl vor 1151 und hinterließ zahlreiche Nachkommen.
Höchstwahrscheinlich nahm Domenico Michiel bereits an der Flottenexpedition nach Dalmatien unter Führung des Dogen Ordelaffo Falier teil, die dazu dienen sollte, den Ungarn die Städte an der Küste wieder zu entreißen. Auch erscheint er als Unterzeichner eines fälschlich ins Jahr 1118 datierten Privilegs des Dogen für die Kommune Arbe auf der gleichnamigen Insel, die heute Rab heißt. Als Falier Ende 1116 oder Anfang 1117 vor Zara ums Leben kam, folgte ihm Domenico Michiel im Amt.

## Dogenamt
Im Gegensatz zu seinem Vorgänger setzte Michiel anfangs stärker auf den diplomatischen Weg und verhandelte mit dem Königreich Ungarn. So kam es zu einem Vertrag, der fünf Jahre lang Bestand hatte. Dieser ließ Venedig im Besitz von Zara, der großen Inseln des Quarnero und vielleicht weiterer Städte in Dalmatien. Infolgedessen führte der Doge weiterhin den Titel eines dux Croatiae, den bereits Falier in Anspruch genommen hatte, um seinen Anspruch auf Dalmatien (und Kroatien) zu untermauern.
Im Jahr 1120 erreichten Gesandte des Patriarchen von Jerusalem, Garmond von Picquigny, und König Balduins II. neben anderen christlichen Hauptstädten auch Venedig. Sie suchten dort um Unterstützung nach, denn am 28. Juni 1119 war die Armee des Fürstentums Antiochia in der Schlacht auf dem Blutfeld fast vollständig durch die Armee des Emirs von Aleppo, Ilghazi, vernichtet worden. Der Doge reagierte durch verstärkte Präsenz venezianischer Schiffe im Heiligen Land.
Zum einen war Venedig mit Blick auf die Privilegierung seines Handels in der Region gegenüber den Konkurrenten Pisa und Genua zurückgefallen, zum anderen war Michiel durch einen Brief Papst Calixtus' II. dringend zur Hilfe aufgefordert worden. Nach dem Chronisten Andrea Dandolo wurde dieser Brief feierlich durch den Dogen und den Patriarchen von Grado, Giovanni VII. Gradenigo (1112–1129), in der Markuskirche vorgelesen.

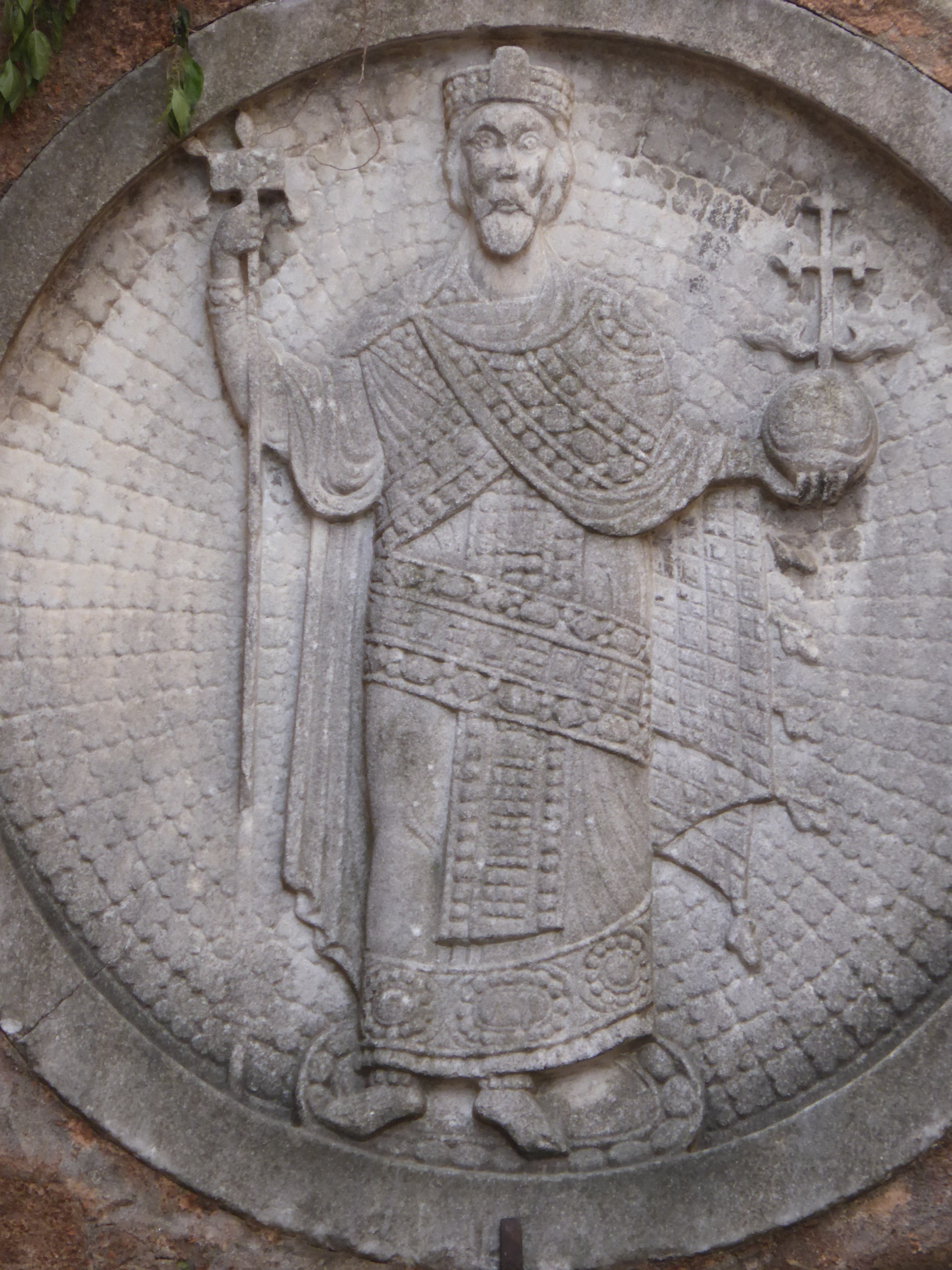
Byzantinische Spolie an einem Haus am Campiello del Angaran nahe der Kirche San Pantalon im Sestiere Dorsoduro, Durchmesser 90 cm. Dabei handelt es sich um eine Darstellung aus der Zeit um 1108 bis 1118, wahrscheinlich um Kaiser Alexios I.

Doch zunächst wollte der Doge das Verhältnis zum byzantinischen Kaiser klären. Kaiser Alexios I. hatte in seinen letzten Jahren das Reich auch für Pisaner und Genuesen geöffnet, und das Verhältnis zu den Kreuzfahrerstaaten, die stark von Normannen dominiert wurden, war gespannt. Nach dem Tod des Kaisers hatte sich der Doge 1118 an dessen ältesten Sohn und Nachfolger Johannes II. gewandt, um das große Privileg (Chrysobullon) von 1082 erneuern zu lassen. Der venezianische Gesandte Andrea Michiel wurde wohlwollend aufgenommen und als „imperialis protonobilissimus“ angesprochen, während der Doge den Titel eines „imperialis protosevastus“ erhielt. Zwar zogen sich die Verhandlungen noch in das nächste Jahr, doch letztlich lehnte der Kaiser die Erneuerung ab.
Daraufhin wies der Doge alle venezianischen Händler an, bis Ostern 1121, also bis zum 10. April, nach Venedig zurückzukehren. Damit waren zwei Ziele verbunden, denn die Heimkehrer konnten die Flotte verstärken, die nun aufgelegt wurde, und zum anderen vermied man die Gefahr, dass die Händler in Konstantinopel zu Geiseln des Kaisers wurden, falls es zum offenen Konflikt kommen sollte. Zur Absicherung des Weges durch die Adria unterzeichnete der Doge im Mai 1122 einen Vertrag mit Bari, der gegenseitige Garantien für Personen und Sachen enthielt, sowie die entsprechenden Machtmittel vorsah, Auseinandersetzungen zwischen den Bürgern der beiden Vertragspartner zu unterdrücken.

Die Kreuzfahrerstaaten um 1135

Im August 1122 stach eine Flotte von 100 Schiffen, 15.000 Mann stark, und unter persönlicher Führung des Dogen, in See. Der Doge Domenico Michiel fuhr unter der Flagge von St. Peter, die ihm der Papst hatte zukommen lassen. Die Regierung Venedigs überließ er als Vizedogen seinem Sohn Leachim und einem wohl verwandten Namensvetter. Als Kaiser Johannes das Privileg von 1082 nicht verlängerte, griff die Flotte Korfu an. Doch der Hauptort widerstand der langen Belagerung. Als im Frühjahr die Nachricht von der Gefangennahme Balduins II. von Jerusalem die Venezianer erreichte, brachen sie die Belagerung ab und fuhren ostwärts, wobei sie sich viel Zeit ließen und einen Umweg über Zypern machten. Am 30. Mai 1123 besiegten sie vor Askalon eine Flotte des ägyptischen Sultans, die Jaffa blockieren sollte. Die Venezianer gingen von Bord und befreiten, zusammen mit anderen Kreuzfahrern, die Stadt von der Blockade.
Doch nun bestand monatelang Uneinigkeit über die Fortsetzung des Krieges, genauer gesagt, über die Frage, ob Askalon oder Tyros angegriffen werden sollte. Askalon lag nahe an der ägyptischen Grenze, wohin sich der Handel nach dem Ende des Privilegs von 1082 schnell verlagerte. Nach Wilhelm von Tyros entschied das Heer, das sich die Perspektive Venedigs zu eigen gemacht hatte. Tyros war ihr Ziel, denn zum einen war dieser Hafen bedeutender und Endpunkt einer wichtigen Karawanenstraße, die den Persischen Golf mit dem Mittelmeer verband, zum anderen war die Stadt weit genug von Ägypten entfernt, auf dessen Haupthafen Alexandria Venedig in dieser Zeit stark angewiesen war, da ja Konstantinopel nicht mehr angelaufen werden konnte. Allerdings war Tyros stärker befestigt. Ende 1123, nachdem der Doge die Flotte, die sarazenische Händlerschiffe aufgebracht, in Akkon zurückgelassen hatte, ging er nach Jerusalem, um dort Weihnachten zu feiern. Dort kam es zum Abschluss des sogenannten Pactum Warmundi (nach dem Patriarchen von Jerusalem Garmond), der im Namen des immer noch in Gefangenschaft befindlichen Königs handelte. Dieses Pactum sah vor, dass Venedig in jeder Stadt des Königreichs Jerusalem ein eigenes Quartier erhalten sollte. Hinzu kam weitgehende Abgabenfreiheit, die Erlaubnis die dortigen Maße und Gewichte zu benutzen sowie die rechtliche Aufsicht über seine Bürger. Letzteres sollte auch für die Fälle gelten, in denen es zum Streit mit Nichtvenezianern kam. Damit waren die Venezianer der königlichen Gerichtsbarkeit entzogen. Entsprechende Privilegien sollten auch für das Fürstentum Antiochia gelten. Außerdem sollte Venedig jeweils ein Drittel der noch zu erobernden Städte Tyros und Askalon erhalten sowie von deren Territorien. Nachdem König Balduin am 2. Mai 1125 aus der Gefangenschaft befreit worden war, bestätigte er diese weit reichenden Privilegien. Dies sollte später zu häufigen Konflikten führen.
Am 15. Februar 1124 verließ die venezianische Flotte ihren Hafen und begann mit der Belagerung von Tyros. Die Stadt ergab sich Anfang Juli. Angeblich war die Begeisterung so groß – dies behauptet jedenfalls die Historia ducum Venetorum aus dem 13. Jahrhundert –, dass man dem Dogen die Krone des Königreichs Jerusalem anbot. Balduin, der kaum noch Hoffnung hatte, aus der Gefangenschaft befreit zu werden, wäre damit verdrängt worden.
Nach diesen umfassenden Erfolgen fuhr die Flotte heimwärts. Sie näherte sich Rhodos. Unter dem Vorwand, die Bewohner würden sich weigern, die Schiffe mit Lebensmitteln auszustatten, begannen die Venezianer, die Hauptstadt zu belagern. Dann begannen sie, die Inseln der Ägäis zu plündern, darunter Chios, wo die Flotte überwinterte. Dann folgten Samos, Lesbos und Andros. Schließlich eroberten sie Modon im äußersten Südwesten des Peloponnes.
In Dalmatien hatten die Ungarn wiederum die Städte unterworfen, doch nun erzwang der Doge die Herausgabe von Traù und von Spalato. Die Venezianer siegten bei Belgrado in Dalmatien, das vollständig zerstört wurde. Mit einem feierlichen Te Deum feierten sie den Sieg in Zara, das die Ungarn nicht besetzt hatten. Im Juni 1125 kehrte die Flotte nach fast drei Jahren nach Venedig zurück. Sie führte eine gewaltige Beute, Reliquien und Geiseln aus Ungarn und Dalmatien mit sich.
Doch bereits 1126 griff eine weitere Flotte Byzanz an, vor allem die Ionischen Inseln. Aus Kephalonia raubten die Venezianer die Reliquien des hl. Donatus. Nun erst teilte der Kaiser dem Dogen mit, er sei bereit, die Verträge wiederherzustellen. Im Sommer erreichte eine venezianische Gesandtschaft Konstantinopel, im August erneuerte Johannes den Vertrag mit Venedig, wobei er seine Untertanen vom comerclum befreite, wenn sie mit Venezianern handelten. Da nur die Pflichten der Byzantiner überliefert sind, wurde vermutet, dass sich Venedig zu militärischen Hilfen verstehen musste. Dies würde erklären, warum 1127 eine venezianische Flotte zum Schutz des Handels im Mittelmeer ausgesandt wurde, wie Andrea Dandolo behauptet.

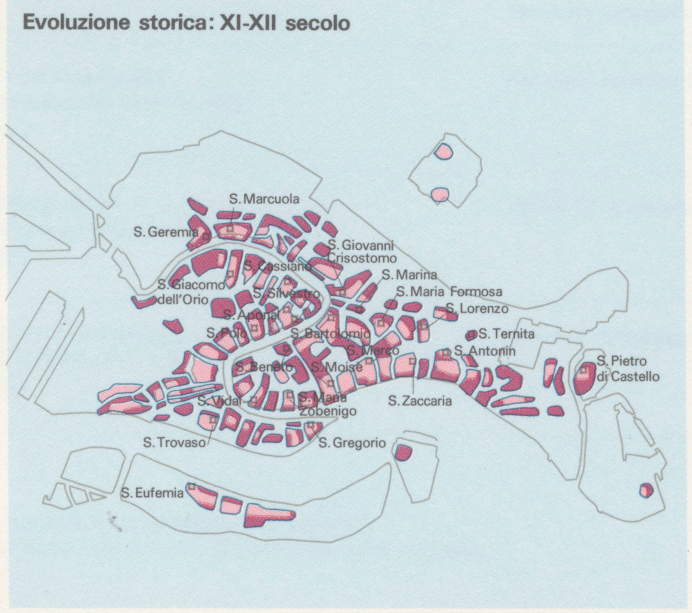
Karte der Inseln Venedigs im 11./12. Jahrhundert

Über die Jahre nach diesen Erfolgen erfahren wir wenig. Zwischen Ende 1129 und Anfang 1130 trat Domenico Michiel von seinem Amt ab und zog sich ins Kloster San Giorgio Maggiore zurück. Dort starb er und er wurde dort auch beigesetzt. Der Zeitpunkt ist nicht gesichert, denn das im 16. Jahrhundert zerstörte Epitaph auf seinem Grab nennt zwar, wie die Venetiarum historia aus der Mitte des 14. Jahrhunderts überliefert, das Jahr 1129, doch ist sein Nachfolger Pietro Polani erst ab Mai 1130 belegt. Andrea Dandolo schreibt: „in sepulcra marmoreo ponitur quod Victa relicta eius fieri fecit“, seine Frau „Victa“ war also diejenige, die für sein Grabmal sorgte. Zugleich ist dies der einzige Hinweis auf die Ehefrau des Dogen.
Den Christen im Heiligen Land hatte er demnach geholfen und die verfeindeten Griechen geschädigt. Die Inschrift auf seinem Grab beschreibt ihn zwar nicht als frommen Kreuzfahrer, jedoch als „…terror Graecorum … et laus Venetorum“, als Schrecken der Griechen … und Lob der Venezianer, dazu als heldenhafter Eroberer von Tyros, Ursache für den Ruin der Ungläubigen in Syrien und für die Trauer der Ungarn.
Von Domenico Michiel ist nur eine einzige Urkunde im Original überliefert. Sie stammt aus dem Jahr 1121.

## Rezeption

### Ab dem Spätmittelalter
Die Cronica di Venexia detta di Enrico Dandolo aus dem späten 14. Jahrhundert, die älteste volkssprachliche Chronik Venedigs, stellt die Vorgänge ebenso wie die wenig ältere Chronik des Andrea Dandolo auf einer in dieser Zeit längst geläufigen, weitgehend von den Dogen beherrschten Ebene dar – sie bilden sogar das zeitliche Gerüst für die gesamte Chronik. „Domenego Michiel“ wurde ‚von allen zum Dogen erhoben‘, „homo cattolico et valloroso“. In dieser Chronik war es Papst „Chalixto“, also Calixt II. (119–1124), der nach Venedig um Hilfe schickte. Der Doge führte „personaliter“ eine große Flotte nach Ägypten. Auch König „Gidelian“ fuhr mit einer großen Zahl von Franken auf Schiffen und Galeeren („nave et galee“) „de Venetia a loro aprestade“. Der Sultan, dem dies zu Gehör kam, brach mit „plù de XLm Turchi, Blachi et Mamaluchi“, also mehr als 40.000 Türken, Walachen und Mameluken auf. Unter diesen waren „XXm arcieri“, 20.000 Bogenschützen also, ‚auf die er sehr vertraute‘. In dieser eigenartigen Schlacht sollen die Christen die Oberhand behalten haben, wenn auch die Bogenschützen großen Schaden anrichteten (S. 58 f.). Dann fuhr die besagte Flotte nach „Gazara“, dann „Chapha“. Dann wurde „Tiro“ mit Hilfe der „Franceschi“ erobert. Von all den Städten ging ein Drittel an die Venezianer, wie der Papst anwies („per ordenamento de meser lo papa“), ein Drittel an den Patriarchen von Jerusalem, ein Drittel an die Franzosen. Dadurch erlangte der Doge so großen Ruhm, dass er in Kilikien zum König gewählt werden sollte, doch lehnte er diese Wahl ab. Um seinen Zahlungsverpflichtungen nachzukommen, prägte er eigene Münzen („et mancandoli moneda <per far le soe page, fexe bater una moneda> a la qual fiva dicto Michallati scudi“). Daher, so der Verfasser, trugen die „Micheli“ in Erinnerung an diese Ereignisse dieselben in ihrem Wappen („arma“). Auch erwähnt er einen überaus wertvollen Stein, den die Venezianer aus Tyros mitbrachten. Auf der Rückfahrt wurde die Insel Chios erobert und von dort wurde der „corpo“ des „sen Ysidoro confessor et martoro“ mitgenommen, der unter eine Mauer der Markuskirche mit allen Ehren beigesetzt wurde. Auf der weiteren Rückfahrt eroberte die Flotte in Dalmatien von den Ungarn „Spalato, Sybenico et Trau“ zurück. Conte von Spalato wurde „Piero Gradenigo“, von Trau „Ziane Badoer“, von Sybenico „Sabbastian Ziani“. Belgrado, also Alt Zara, wurde hingegen als Zentrum dauernder Rebellion zerstört, was zu Zeiten des Autors noch sichtbar war. Kaum hatte dieser die triumphale Rückkehr und den freudigen Empfang erwähnt, wurde der Doge, „pagado el debito de la humana natura“ nach 11 Jahren der Herrschaft im Kloster „Sen Ziorgio“ beerdigt.

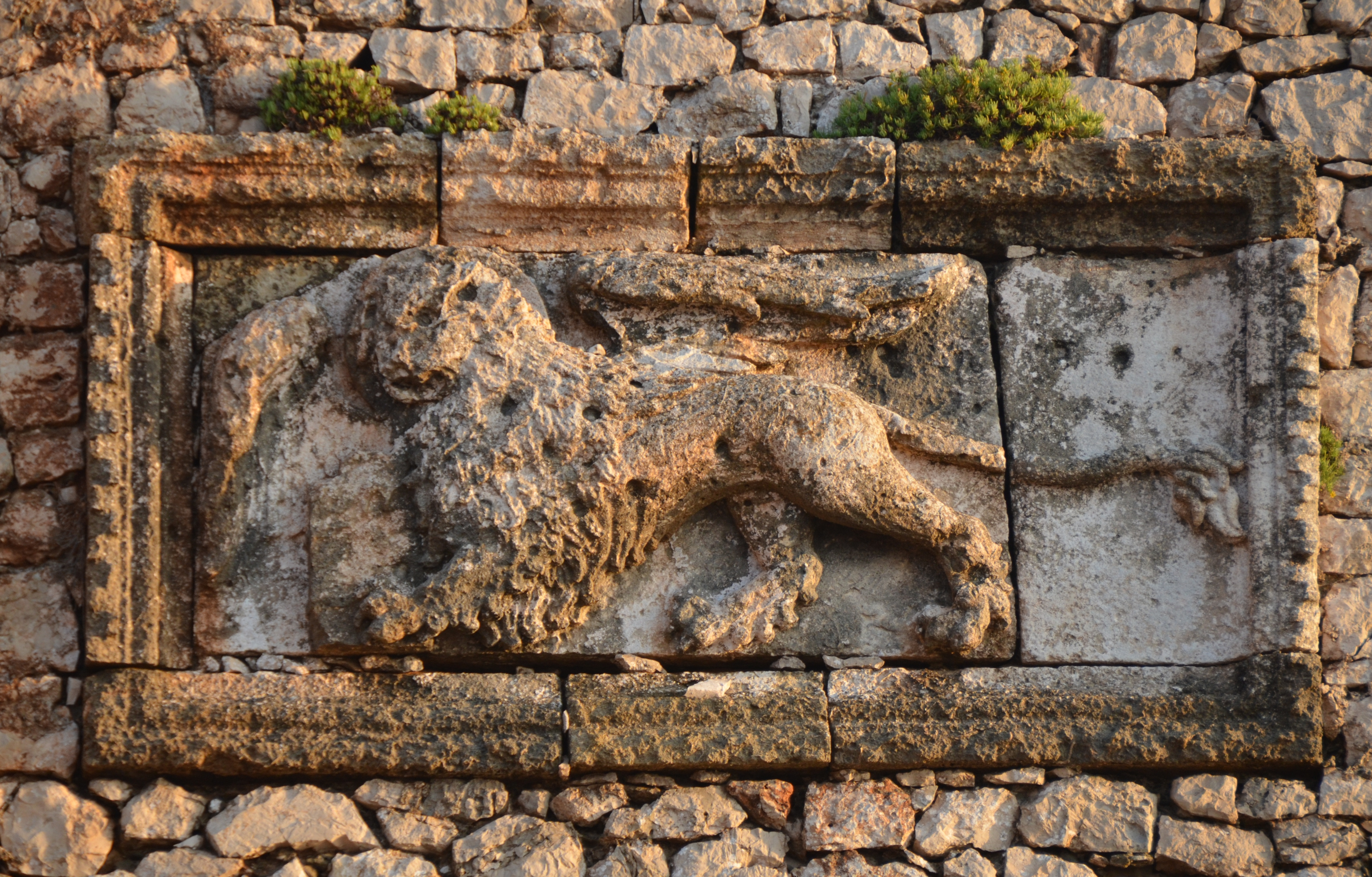
Markuslöwe auf der Außenmauer von Modon am Südwestzipfel des Peloponnes

Pietro Marcello meinte 1502 in seinem später ins Volgare unter dem Titel Vite de'prencipi di Vinegia übersetzten Werk, „Domenico Michiele Doge XXXIIII.“ „fu creato Doge l'anno MCXX“, er wurde also 1120 zum 34. Dogen gemacht. König Balduin schickte Gesandte zu ihm, mit der Bitte, eine möglichst große Flotte nach „Asia“ zu schicken. Dafür versprach er ihm „gran premij“. Zugleich berichteten die Gesandten, wie Balduin „era stato preso da Dalocco Re de' Parti, col quale egli era venuto à giornata, & menato à Cara.“ Aus diesem Grunde schickte Papst „Calisto“, ‚bewegt von der Größe der Gefahr‘, weil die Sache der Christen in größter Unordnung sei, gleichfalls ‚Gesandte an den Dogen, und an die Venezianer‘, um die Christen mit einer möglichst großen Flotte zu verteidigen. Um die Stadt dazu geneigter zu machen, ließ der Bischof auf Veranlassung des Dogen öffentlich durch Gebete werben, woraufhin sich zahlreiche Männer bereit fanden. ‚Wie einige schreiben‘, wurden 100 Galeeren, nach anderen gar 200 ausgerüstet, die nach Dalmatien, dann nach Zypern segelten. Vor „Zaffo“ griffen sie die feindliche Flotte, bestehend aus 700 Schiffen, an. Diese griffen die Stadt an, doch der beherzte Angriff der Venezianer schlug sie in die Flucht. Einige sagen, so Marcello, die Gegner hätten nur 200 Schiffe gehabt, und hätten zwei Stunden lang äußerst blutig gekämpft (S. 63). Dann kaperten die Venezianer eine Handelsflotte aus zehn Schiffen, die auf dem Weg ins „alto mare“ waren. Tyros wurde in einem blutigen Kampf erobert. „Arimondo“, mit dem sie erstmals zusammentrafen, „toccasse la metà di Tiro“. Doch Kaiser Manuel („Emanuel, Imperadore de' Greci“), der den Venezianern den so großen Sieg neidete, die zudem so großen Ruhm erlangt hatten, führte nun offenen Krieg gegen sie. Er befahl ihnen, ihre Flotte aus „Soria“ abzuziehen. Der Flottenführer tat, was ihm befohlen, doch als die Rhodier ihm die Lieferung von Lebensmitteln verweigerten, eroberte er die Insel und ließ sie plündern. Auf Chios, von wo der „corpo di San Teodoro“ nach Venedig gebracht worden war, geschah das gleiche, auch plünderte die Flotte „Samo“, „Mettelino“ und „Andro“. Der Doge befestigte „Modone“ „ancora spogliato di presidio“. In Dalmatien gewann er Zara zurück, von wo der „magistrato Venetiano“ vertrieben worden war. Da die Stadt ein Vorbild für andere gewesen war, ließ er sie zum größten Teil ausplündern. Dann entriss er den Ungarn Spalato und Traù. Auch brachte er, wie man sagt, einen Stein mit, auf dem „nostro Signor IESU CHRISTO“ gesessen habe (S. 65). Nachdem er öffentlich Rechenschaft abgelegt hatte, wurde er mit ehrenvollen Worten von Senatoren und den „ordini di tutta la città“ gelobt und beglückwünscht. – Zu seiner Zeit wurden Kirche und Kloster „della Carità“ errichtet, auch wurden die Reliquien des hl. Donatus von Pera nach Venedig gebracht. Nach elf Jahren der Herrschaft starb der Doge und er wurde in der Kirche San Giorgio beerdigt, wo er noch immer sei („dove hoggidì è ancora“).

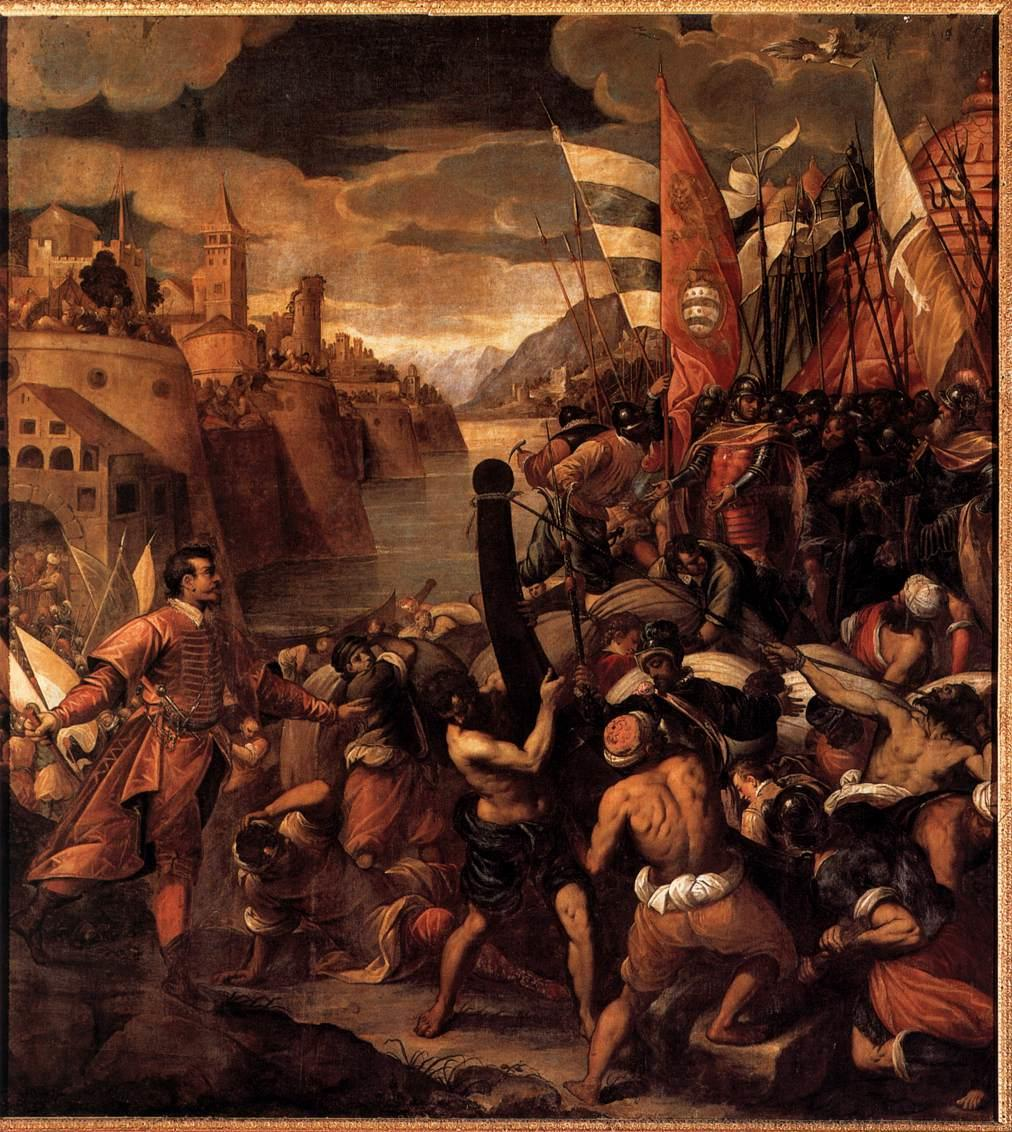
Die Eroberung von Tyros erfolgte 1124, Öl auf Leinwand, Antonio Vassilacchi (1556–1629), um 1590, Dogenpalast, Sala dello Scrutinio

Nach der Chronik des Gian Giacomo Caroldo, die er 1532 abschloss, folgte „Dominico Michiele“ 1117 im Dogenamt. Er sei „di grand'età, catholico, animoso et molto prudente“ gewesen. Sein erstes Bemühen galt der Vernichtung der Feinde der Republik, um danach Frieden halten zu können. Zunächst aber berichtet Caroldo vom Bau der Kirche und des Klosters Santa Maria della Carità durch Marco Iuliano. Am 25. Dezember 1120 brannte die Kirche San Pietro di Castello zusammen mit den benachbarten Häusern ab. Am folgenden Samstag, wie der Chronist ausdrücklich vermerkt, nachdem der dort ansässige Bischof Vitale Michiel kurz zuvor gestorben war, folgte diesem Bonifacio Faliero im Amt. Dann erst kommt der Autor auf König Balduin zu sprechen, der in einer Schlacht in die Gefangenschaft des ‚Königs der Perser‘ fiel, zusammen mit vielen anderen „Francesi“. Davon unterrichteten die Patriarchen von Jerusalem und Antiochia den Papst und den Dogen. Der Papst ließ seine Gesandten ausrichten, nichts größeres für den Ruhm Venedigs könne geschehen, als den Christen zu Hilfe zu kommen. Der Doge rief die Volksversammlung (concione) in der Markuskirche zusammen, wo er eine christliche Mahnrede („Christiana essortazione“) hielt, in der er die Venezianer aufforderte, für Gottes Preis (premio) und für ewigen Ruhm zu kämpfen, „con notabilissimo beneficio che di ciò seguirebbe alla Republica Veneta“, womit auch auf materielle Vorteile hingewiesen wurde. Alle stimmten mit lauter Stimme zu. Eine Flotte wurde vorbereitet, der Doge schickte Gesandte an „Caloiani Imperator di Constantinopoli“, um sich die seit Alexios I. ausgestellten Privilegien bestätigen zu lassen. Doch die Gesandten berichteten, der Kaiser habe dies mit offenen Anzeichen der Feindseligkeit abgelehnt, weniger gegen die Venezianer als gegen die Franken. Der Doge, im 5. Jahr seiner Herrschaft, wollte das vorbereitete Unternehmen jedoch nicht ablenken, sondern brach an der Spitze von 200 Segeln im August auf. In Dalmatien kamen weitere Männer hinzu, dann kam es zu Kämpfen um das kaiserliche Korfu. Doch als die Gesandten König Balduins ankamen, der sich hatte freikaufen können, brach man die Belagerung ab. Die Flotte segelte nach „Syria“. Dort belagerte der „Re d'Egitto“, der ‚König von Ägypten‘, „Zaffa“ mit 70 Schiffen. In einer Ansprache, die der Doge vor seinen Männern hielt, warnte Domenico Michiel zunächst davor, dass im Falle einer Niederlage die Christen aus Judäa, Syrien und Kleinasien vertrieben würden, und nur noch Byzanz könne die „Mori“ davon abhalten, nach Europa zu ziehen. Diese Völker des Okzidents hätten weder die Macht, noch die Hoffnung auf Hilfe durch die Lateiner, und sie hätten unter den schweren Ungerechtigkeiten der Griechen gelitten, wie alle wüssten, so dass ohne Zweifel schwerer Schaden für die Christliche Republik entstehen würde. Die ‚Todfeinde‘ seien zwar zahlenmäßig überlegen, doch sie hätten weniger Disziplin und gerieten daher mehr in Konfusion, sie müssten besiegt werden, um sie von ihren Grausamkeiten abzuhalten. Der „guadagno sarà cosi grande et di tant’honore alla nation nostra et di beneficio alla Christiana Republica, quanto possiate desiderar“, ‚die Beute, die Ehre für unsere Nation und der Gewinn für die Christliche Republik werde so riesig sein, wie ihr es euch nur wünschen könnt‘, versprach er. Die Venezianer griffen die Flotte an, deren „Capitano general“ ums Leben kam (S. 131). Seine Flotte wurde besiegt, die Belagerung aufgehoben. Darüber hinaus wurde eine Händlerflotte von zehn Schiffen gekapert und nach „Achri“ gebracht. Die Barone des Königreichs Jerusalem versprachen den Siegern für die Eroberung von Tyros große Vorteile. Die Flotte brach dementsprechend am 11. Februar 1124 auf, am letzten Junitag ergab sich die Stadt. Auf den Mauern hisste man die Standarten des Königreichs Jerusalem, von San Marco und die der Grafschaft Tripolis, und man suchte sorgsam nach dem Stein, auf dem Jesus während seiner Predigten für gewöhnlich gesessen hatte. Als dem Dogen zu Ohren kam, dass der Kaiser gegen Venedig Krieg führen wolle, fuhr die Flotte nach Rhodos. Auch bei Caroldo war die Weigerung der Insel, Lebensmittel herauszugeben, der Grund für die folgende Plünderung. Die große Beute, so Caroldo, wurde unter den Besatzungen aufgeteilt. Chios unterwarf sich – „Chio, la qual città hebbe per deditione“ –, so dass nur die Reliquien des hl. Isidor geraubt wurden, während „Samo, Mytilene, Andro et altri luoghi del Greco Imperio“ gleichfalls geplündert wurden. Der Doge verbrachte den Winter auf Chios, dann fuhr die Flotte im Frühjahr nach Modon, wo die Beute unter die Soldaten verteilt wurde („venne a Modon, ove divise la preda fra soldati“). In Dalmatien wurden Spalato und Traù, von den Ungarn verlassen, die sich nach Belgrado zurückgezogen hatten, eingenommen. Auch Belgrado wurde schließlich erobert und Zara empfing den Dogen als seinen Herrn. In dieser Stadt wiederum wurde die Beute aus Dalmatien verteilt. Nach zwei Jahren und zehn Monaten der Abwesenheit wurde Domenico Michiel ‚von allen mit unglaublicher Freude empfangen‘. Im neunten Jahr seiner Herrschaft ließ der Doge 14 Galeeren zur Verteidigung gegen Byzanz bereitstellen, dem er Kefalonia nahm. Die dort ‚gefundenen‘ Reliquien des „San Donato Vescovo et Confessore“ gelangten in die Kirche Santa Maria auf Murano. Weil die Feindschaft mit Byzanz ‚jeden Tag wuchs‘, begleiteten nun Kriegsschiffe die Händler. Und weil der ‚grausamste Hass‘ zwischen Lateinern und Griechen fortbestand, untersagten die Venezianer das Tragen von Bärten in ihrem Herrschaftsgebiet. Schließlich rief der Kaiser venezianische Gesandte nach Konstantinopel, die die Anerkennung der Privilegien erreichten, dazu „pace et confederatione fra il Greco Imperio et Veneto Ducato“. Der Doge trat seines Alters wegen zurück und starb wenig später im 13. Jahr seiner Herrschaft. Er wurde im Kloster San Giorgio Maggiore beigesetzt. Doch noch vor seinem Tod fragten ihn die Venezianer um seine Meinung, und die „general concione“ wählte nach seinem Vorschlag Pietro Polani zu seinem Nachfolger.

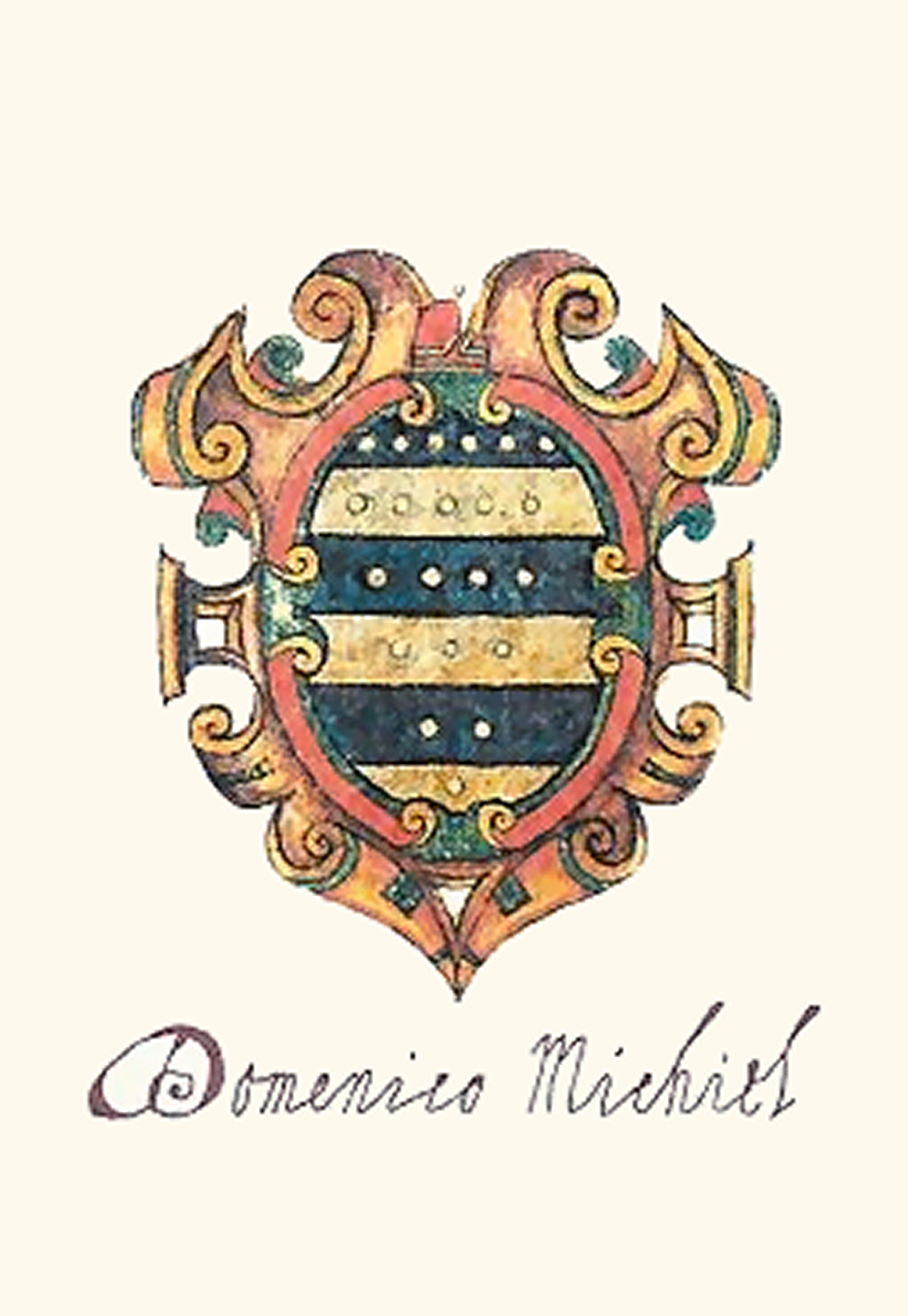
Wappen des „Domenico Michiel“ nach Vorstellungen des frühen 17. Jahrhunderts. Die Heraldik setzte erst im 3. Viertel des 12. Jahrhunderts ein, später wurden rückblickend auch Wappen an die frühen Dogen vergeben, die nie ein solches Wappen geführt hatten („fanta-araldica“); dies diente dazu, die Familien dieser Epoche mit möglichst frühen Dogen in ein verwandtschaftliches Verhältnis zu setzen. Heinrich Kellner erwähnt die Anekdote, die zur Aufnahme der im Wappen sichtbaren Münzen führte: „als im auff den Schiffen Gelt mangeln wolt“, „ließ er aus Läder Müntz machen/bezalt seine Leut damit/an Golt und Silbers statt“.

Der Frankfurter Jurist und Richter Heinrich Kellner, der im neuen Dogen den „vier und dreissigste[n] Herzog“ sah, meint in seiner 1574 erschienenen Chronica das ist Warhaffte eigentliche vnd kurtze Beschreibung, aller Hertzogen zu Venedig Leben, „Dominicus Michiel“ sei 1120 „Hertzog worden“. Nach Kellner ließ „Balduinus“ dem Dogen „grosse Geschenck und Gaben anbieten / daß er mit einer Armada / so starck er köndte/in Asien zog“. Ohne sie könnten die „Christen“ ihre Eroberungen in „Sirien“ nicht halten. Kaum hatten die Gesandten „ihre Werbung“ ausgerichtet „so kam das geschrey/Balduin hette mit der Parther König Dalocco geschlagen/were gefangen worden / und gen Cara geführt“. Papst Calixt, der die Gefahr erkannt habe, sandte „seine Ambassaden zu Hertzog Dominico/und zu den Venedigern“. „Damit man nun die gantze Statt und Gemein desto mehr darzu bewegt/und inen die Sache ernst und groß machte/so sagen sie/hab der Bischoff/auß Befehl deß Hertzogen/ein bewegliche gar Gottesförchtige Oration und Rede gethan zu dem Volck“. Hundert oder zweihundert Schiffe seien ausgerüstet worden, dann seien in Dalmatien „Galeen und Kriegßvolck gesammlet“ worden, und günstige Winde brachten die Schiffe nach „Cipern“. Dort erfuhr er, der Feind verfüge über „siben hundert Schiff/ und daß sie zu Zaffo weren“. Diese Stadt sollte, folgt man Kellner, ausgehungert werden. Doch „kam Hertzog Michiel eilends / und uberfiel sie gantz grimmiglich“, so dass ihnen keine Zeit blieb, ihre Schlachtordnung aufzubauen. Andere, so vermerkt der Autor, glaubten, die Schlacht habe „mitten auf der See im hohen Meer/und nicht im Port“ stattgefunden. Beide Seiten hätten sich zwei Stunden lang „Ritterlich und wol gehalten“. Wenige Tage nach dem Einzug in die Stadt „jaget der Hertzog zehen grossen Lastschiffen/dem Feinde zustendig/biß in die hohe See nach“. Die stattliche Beute wurde aufgeteilt unter „das Kriegsvolck unnd die Galeoten“. Dann zog er vor Tyros. Das Los entschied, dass die Venezianer als erste stürmten, und es folgte die blutige Eroberung. Einige sagten, ihnen sollte nach Absprache die Hälfte von Tyros und Askalon zustehen, nach anderen ein Drittel. Hinzu kamen Freiheiten und Privilegien in „Syria“, wenn diese Teile durch ihre Hilfe „in der Christen Hende kämen“. Auch Kellner gibt dem byzantinischen Kaiser im Folgenden den Namen seines Nachfolgers Manuel Komnenos: „Aber Emanuel der Griechisch Keyser vergundte den Venetianern solchen grossen Sieg“, „fieng derhalben an sie öffentlich zu bekriegen / gebott den Venedigern / daß sie iren Admiraln auß Syrien hinweg schaffen solten“. Dieser „Admiral“ kam dem „Befelch mit grossem unwillen“ nach, was so nur bei Kellner auftaucht. Als die „Rhodiser kein Proviandt wolten folgen lassen / nam er das Land mit gewalt eyn und verderbte es“. Nach Kellner verfuhr er mit Chios genauso – was wiederum von Caroldo abweicht –, ebenso mit Samos, Mitilini und Andros. „Er besetzt auch Modona/welchs auch gar entblößt war von Kriegßvolck“. Um in Dalmatien „den andern ein abscheuwlich Exempel“ zu machen, ließ er Zara „den mehrer theil schleiffen“. Spalato und Trau eroberte er von den Ungarn zurück. Das Kuriosum des Steins, auf dem Jesus gesessen haben soll, berichtet auch dieser Autor: „Aber dieses bracht er auch mit im heim einen Stein / auf welchem unser HERR Jhesus Christus gesessen sol haben.“ In einer Marginalie vermerkt Kellner jedoch: „Dises ist auß Petro Justiniani genommen.“ Als der Doge seine Leute nicht mehr bezahlen konnte – „als im auff den Schiffen Gelt mangeln wolt“ –, „ließ er aus Läder Müntz machen/bezalt seine Leut damit/an Golt und Silbers statt“. In Venedig angekommen sollte ihnen dies in Gold und Silber gewechselt werden. In Erinnerung an dieses Vorgehen nahmen die Michieli „etliche güldene Pfenning in ir Wapen“ auf, „so sie auch noch heutigs tages führen“. In Venedig „thete er öffentliche Relation und Anzeig aller seiner außrichtung“, wofür ihm gedankt und „er gelobt von deß Rahts und aller Stände wegen.“ Schließlich merkt Kellner an: „Bey seinem Leben ist die Kirch und das Kloster Della Carita/das ist zur Lieb/gebauwet worden. Es ist auch S. Donati Cörper von Pera gen Venedig kommen.“ Die Grabinschrift des im 11. Herrschaftsjahr gestorbenen Dogen, die zu Kellners Zeit noch zu sehen gewesen sei, zitiert der Autor vollständig. Demnach starb der Doge „Anno Domini M. C. XXIX. indictione VII.“

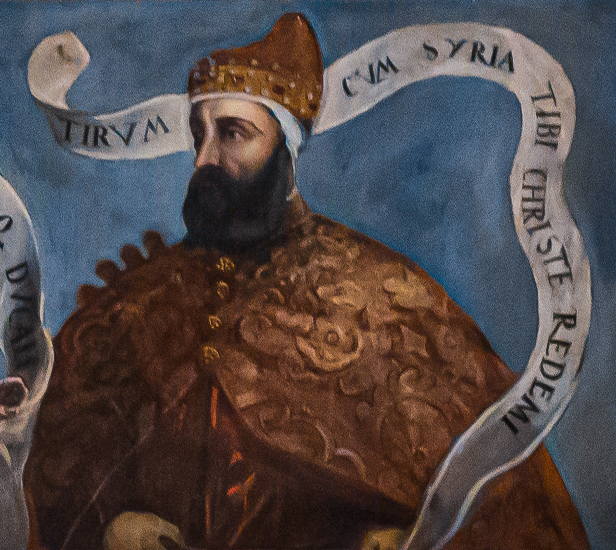
Domenico Tintoretto (1560–1635): Porträt des Dogen innerhalb der Serie von Dogenporträts im Saal des Großen Rates im Dogenpalast aus dem Jahr 1590, Öl auf Holz. Das Spruchband lautet: „Tirvm cvm Syria tibi Christe redemi“, es hebt also als einziges seinen Erfolg in Tyrus hervor.

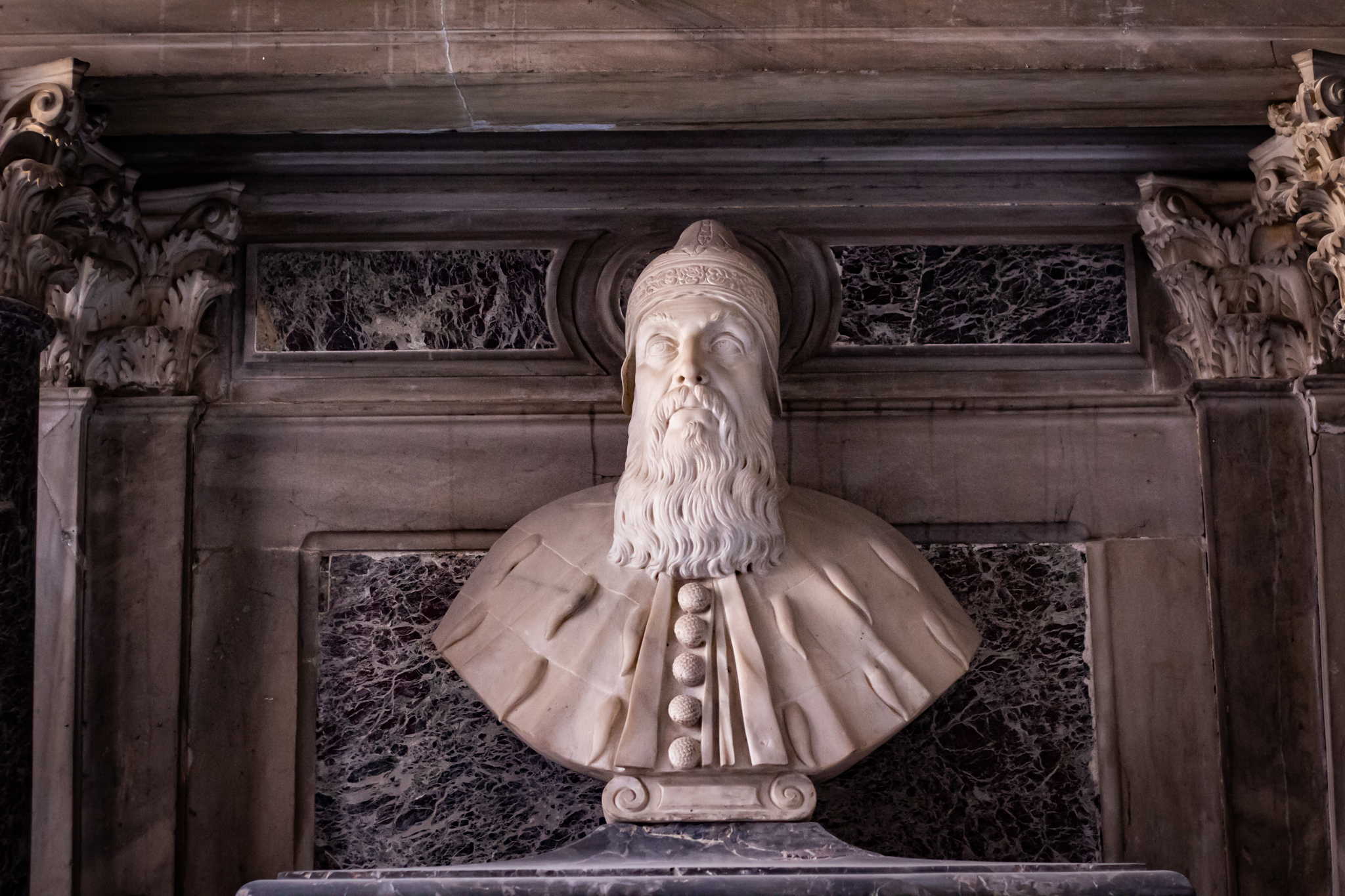
Büste auf dem Grabmal in San Giorgio Maggiore von 1635. Während des Baus der neuen Kirche durch Andrea Palladio wurde das Grabmal abgerissen und die Benediktiner entfernten nicht nur die sterblichen Überreste des Dogen, sondern verwendeten auch den polychromen Marmor an anderer Stelle. Giambattista, der Erbe der Familie Michiel, klagte die Mönche an, und 1635 verfügte der Senat den Bau eines neuen Grabmals. Die Büste fertigte Battista Pagliari an.

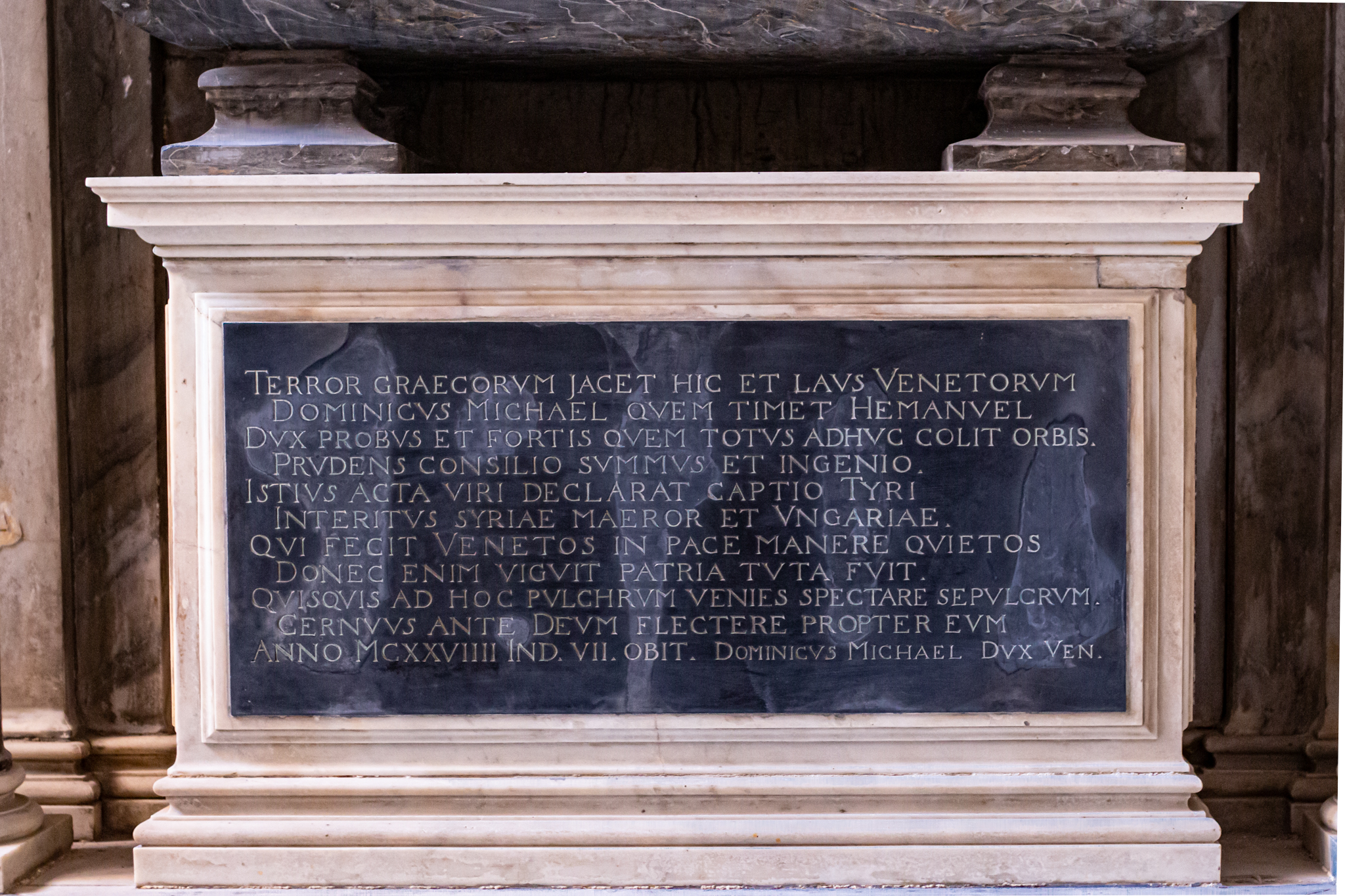
Epitaph unterhalb des Grabmals

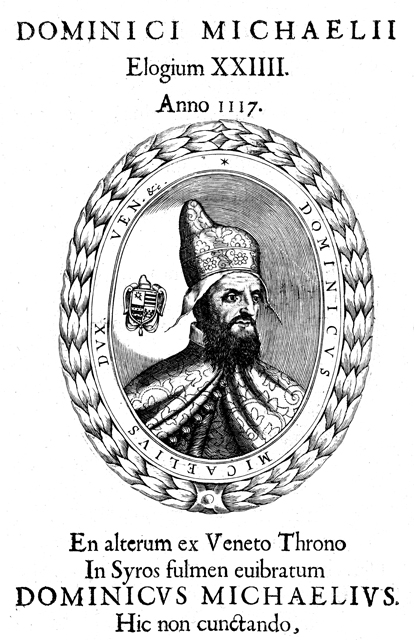
Leone Matina: Phantasieporträt des Dogen in der wohl ersten gedruckten Porträtserie aller bis dahin anerkannten Dogen, dem Ducalis regiae lararium von 1659

In der Übersetzung von Alessandro Maria Vianolis Historia Veneta, die 1686 in Nürnberg unter dem Titel Der Venetianischen Hertzogen Leben / Regierung, und Absterben / Von dem Ersten Paulutio Anafesto an / biss auf den itzt-regierenden Marcum Antonium Justiniani erschien, zählt der Autor, abweichend von Pietro Marcello, „Dominicus Michieli, Der 35. Hertzog“. Ordelafos Nachfolger kam nach Vianoli 1117 ins Amt. Vianoli glaubte, „keine Feder / so klug und wohl geschnitten dieselbe auch seyn mag / seinen unvergleichlichen hohen Verstand und heldenmüthige Verrichtungen wird genugsam rühmen und beschreiben können.“ Bei Vianoli schickten Balduin und Calixt ihre Abgesandten um Hilfe gleichzeitig. Auch hier erfolgte die Anwerbung durch eine Rede des Bischofs, die er „aus Befehl des Hertzogen“ hielt. Durch die Rede wurden „die Hertzen aller Einwohner dermassen erweichet“, eine größere Flotte als je zuvor auszuschicken. Die 200 Schiffe wurden vom Dogen selbst „commandiret“. Er kam nach Korfu, „allwo er sich eine Zeitlang / biß daß die Zeit zur Schifffahrt etwas lieblicher worden“ aufhielt – kein Wort von der Belagerung –, um dann nach Zypern weiterzufahren. Bei Vianoli erhielt der Doge erst dort Nachricht von der Gefangennahme Balduins, zugleich von den 700 feindlichen Schiffen, „wie die Geschichtschreiber melden“. Der Doge zog den besagten Belagerern „mit seinem unerschrockenen Löwen-Muth unter die Augen“. Das Folgende berichtet Vianoli ganz ähnlich wie Kellner, doch bei ihm wurde erst zu diesem Zeitpunkt König Balduin „von dem Feind / als er zuvor eine gewisse und grosse Summa Geldes demselben erleget/auf freyen Fuß gestellet“ (S. 204). Balduin wurde also gegen ein hohes Lösegeld jetzt erst freigelassen. Doch auch bei Vianoli war es „Emanuele“, der aus Neid auf den Ruhm und die Ehre der Venezianer den offenen Krieg gegen sie begann. Die Venezianer, „um ihre eigenen Sachen zu beschützen/wie auch denen von neuem entstandenen Aufruhren in Dalmatien vorzubeugen/sie in aller Eil ihre Schiffe nach Niedergang wenden musten.“ Als die Rhoder ihnen, wie gehabt, „keinen Proviant / ja gar um die baare Bezahlung zukommen lassen wolten“ – sie wollten Lebensmittel also nicht einmal gegen Barzahlung herausgeben –, da ließ der empörte Doge die Stadt und das Land „verheeren und verwüsten“. Dann nahm er die seit jeher genannten Inseln ein, doch setzt Vianoli mit Blick auf die Zahl der eroberten Inseln noch obendrauf: „also daß die Anzahl derselben fast die Tage / welche man zur Eroberung angewendet / übertroffen hatten“. Auch ließ er in Modon, dass er erobern ließ, eine „starke Besatzung“ zurück. „Tran, Spalatro und Zara“ wurden gleichfalls besetzt, „welche letztere / weilen sie nun zum drittenmal der Republic meineydig worden/der Hertzog meistentheils schleiffen / und der Vornehmsten Häuser/weil sie es mit dem Kayser gehalten / von den Soldaten ausplündern und abbrennen lassen“. Nach der Rückkehr nach Venedig „mit einer dermassen grossen Freudenbezeigung von dem gantzen Volck“, wurde eine neue Flotte Richtung „Morea“ geschickt, um die dortigen Eroberungen „zu behaupten / über welche / weilen der Fürst nunmehro sich etwas an Kräfften abgenommen befunden / Marcus Falier zum General ernennet worden“. Ihm sei die Eroberung von Thessaloniki gelungen, woraufhin es zum Friedensschluss mit dem Kaiser und einem Bündnis kam (S. 206 f.). Auch die ledernen Münzen, „welche er Michelotti genennet“, erwähnt der Autor, ebenso wie die Übernahme der Münzen in das „Wappen“ der Falier. Selbst beim Ableben des Dogen weiß der Verfasser noch ein wenig mehr, denn er ergänzt, der Doge sei „bettlägerig“ geworden, und er habe „gantz unverhoffter Weise / in wenigen Tagen hernach/seinen Geist aufgegeben/ und ward sein Leichnam in St. Georgen Kirchen stattlich und prächtig begraben“. Dort sei auch noch sein „Epitaphio“ „anzutreffen“. 1129 folgte ihm „Petrus Polanus“ im Amt.
1687 genügte Jacob von Sandrart in seinem Opus Kurtze und vermehrte Beschreibung Von Dem Ursprung / Aufnehmen / Gebiete / und Regierung der Weltberühmten Republick Venedig wenig mehr als eine halbe Seite, um über „Dominicus Michaël“ zu berichten. Der nach seiner Zählung 34. Doge wurde nach ihm 1117 „erwehlet“. Er leistete „den Christlichen Waffen bey Belagerung der Stadt Tyro treulich Beystand.“ „Die Insul Rhodus“ „plünderte er gantz aus“, weil sie ihm den Proviant verweigerte. In „die Stadt Methon, itzt Modon, legte er Besatzung. Die Stadt Zara nahm er den Hungarn wieder ab“, und er „brachte auch andere weggenommene Plätze wieder unter der Venetianer Gewalt“. Er hatte „viel Freyheiten vor die Venetianische Kaufleute/und die Griechischen Insuln erlanget“. Dann „legte er sich nieder und starb/nachdem er 13. (andere sagen nur 2. Jahr regieret“. Ihm folgte 1130 „sein Schwager Petrus Polanus“ im Amt.

### Nachwirken der venezianischen historiographischen Tradition, moderne Geschichtsschreibung

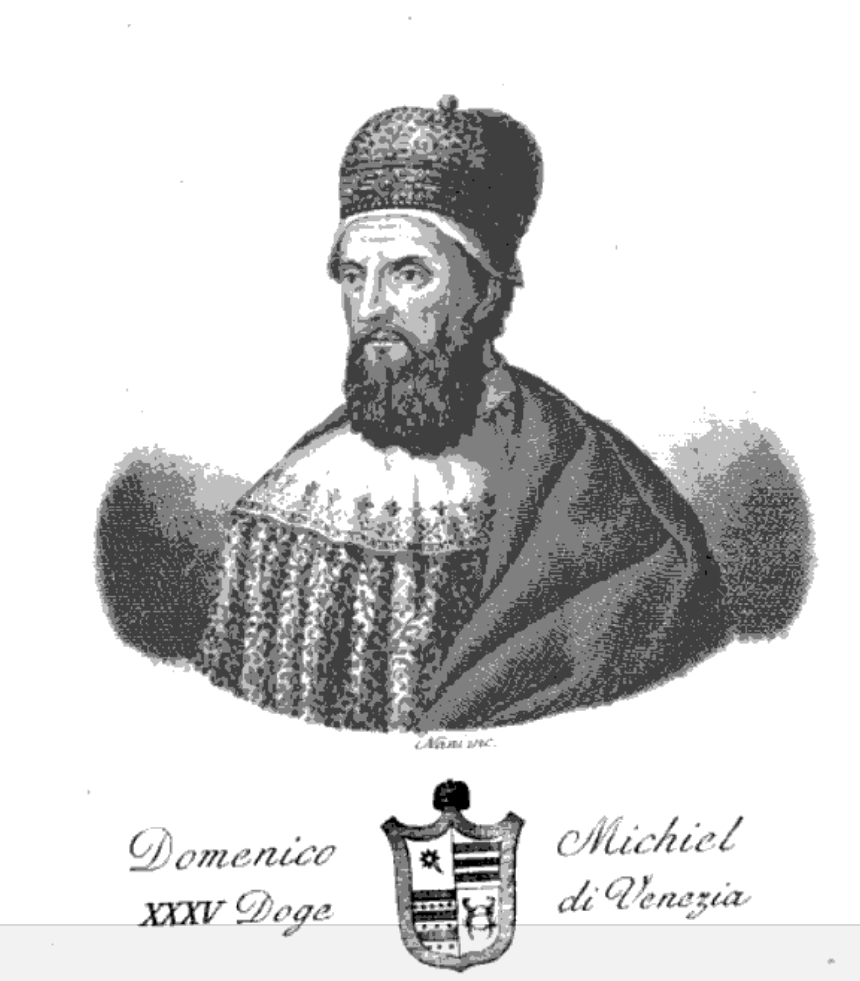
Phantasiedarstellung des Dogen, angefertigt vor 1834, Antonio Nani: Serie dei Dogi di Venezia intagliati in rame da Antonio Nani. Giuntevi alcuni notizie biografiche estese da diversi, Bd. 1, Merlo, Venedig 1840, o. S. (Google Books)

Johann Friedrich LeBret veröffentlichte von 1769 bis 1777 seine vierbändige Staatsgeschichte der Republik Venedig, worin er im 1769 erschienenen ersten Band konstatiert, dass der nach seiner Zählung 35. Doge „Dominicus Michieli“, „der neue Fürst der Venetianer“, „bereits in einem ziemlichen Alter“ war, „als er auf den Thron berufen worden. Doch hatte er noch ein gewisses Feuer, welches ihn kühn und lebhaft machete.“ Er brach sogar mit dem Kaiser selbst und nahm den Griechen einige Länder ab. „Die ersten Jahre seiner Regierung verstrichen ohne besondere merkwürdige Begebenheiten.“ Doch am Ende seines dritten Amtsjahres äscherte ein Feuer die „Kathedralkirche im Castelle nebst allen umliegenden Gebäuden“ ein.
Den venezianischen Unterhändlern gelang es, wie LeBret im Abschnitt über seinen Vorgänger berichtet, einen weiteren fünfjährigen Waffenstillstand mit König Stephan auszuhandeln. Damit weicht die Darstellung von LeBret erheblich von der seiner Vorgänger ab. Dann schildert LeBret ausführlich die Kämpfe im Heiligen Land. Neben dem Papst erreichten auch die Venezianer Gesandte, die die letzteren aufforderten „unter den glänzendensten Verheißungen besonderer Handlungsvortheile eine Flotte auslaufen zu lassen“ (S. 299). Papst Calixtus schickte Gesandte und „die heilige Fahne“ nach Venedig, um sie gleichfalls aufzufordern. In Byzanz, so konstatierte LeBret im Gegensatz zu früheren Chronisten, sei auf Alexios I. im Jahr 1118 Johannes Komnenos gefolgt, „Kalojan“ genannt. Doch dieser schlug das Bündnisangebot des Dogen aus, woraufhin dessen 200 Schiffe nach Korfu segelten, und damit zu derjenigen Insel, die die Venezianer für den Kaiser von den Normannen zurückerobert hatten. Der Doge entschloss sich, „das Schwert wider ein Volk zu zücken, aus dessen Macht sich Venedig bisher bereichert hatte.“ Die Inselhauptstadt wurde belagert, „und das that ein Heer, welchem der Papst die geheiligte Fahne geschicket hatte.“ Damit weist LeBret angesichts dieser Ereignisse des Jahres 1121/22 auf die über achtzig Jahre später folgende Eroberung Konstantinopels voraus. Doch mitten in der Belagerung kam die Nachricht, Balduin sei gefangen genommen worden. „Bey der Musterung zählte man nur noch siebentausend Mann, wovon fünftausend in einem Gefechte mit den Türken zu Grunde gingen. Dieses bewegte den Dogen, die Belagerung von Corfu aufzuheben, und nach Syrien zu eilen.“ Für LeBret ist klar: „Je schwächer das fränkische Reich in Asien war, desto theuerer verkauften die Venetianer ihre Dienste“. Er hielt zudem „das Kreuz auf dem Rücken“ nur für einen Vorwand der „adelichen Bürger“; dieser „überläßt es dem Pöbel, sich mit der Religion zu beschäfftigen, und suchet, durch diese Triebfedern, sein Nationalinteresse zu besorgen.“ Die Bischöfe als „heilige Werber“ waren insofern nützlich, als man so „Matrosenpressungen“ vermeiden konnte (S. 300). Höchst dramatisch schildert der Autor, wie die ägyptische Flotte vor Jaffa vernichtet wurde, der Flottenführer dabei ums Leben kam. „Dieses harte Verfahren wider die Türken haben die Venetianer noch bis auf unsere Zeiten beybehalten, welche in Seegefechten keinem einigen das Leben lassen, sondern alle niedersäbeln“, glaubt LeBret. Die Flotte „segelte gegen Alexandrien“ und kaperte die besagten zehn Kauffahrer, deren Besatzungen gleichfalls getötet wurden, um dann in Jaffa zu überwintern. Auf einer Versammlung mit den Baronen versuchte der Doge „seine Dienste um den höchsten Preis zu verkaufen“. Zum einen sollte Sidon, das schon Ordelafo Falier zugesagt worden war, ohne Lehensbindung an Venedig gehen, dann sollten die Zusagen des Königs, die er vor seiner Gefangenschaft gemacht hatte, eingelöst werden, schließlich sollten die Venezianer in jeder Stadt ein eigenes Quartier mit eigener Rechtsprechung, Kirche, Bad, Bäckerei, eigenen Gewichten, dann Öl, Korn und Wein, dies alles frei von Abgaben, erhalten. Darüber hinaus sollten sie frei von jeder Abgabe, wie in Venedig, handeln können. Von den noch zu erobernden Städten Tyros und Sidon sollte ihnen ein Drittel zufallen. Der noch zu befreiende König sollte nur dann als Herrscher Anerkennung finden, wenn er all dies bestätigt, oder aber sein Nachfolger. Hierbei folgt der Autor explizit Wilhelm von Tyrus. Diese von Wilhelm überlieferte Urkunde hält LeBret für den wichtigsten Beweis für die Haltung der Venezianer. Das planend handelnde Venedig „wird unvermerkt die Vorrathskammer von Asien, und Europa, verschlingt die Reichthümer beyder Welttheile, und ist am Ende der Kreuzzüge einer der mächtigsten Staaten“ (S. 303). Nach Vertragsabschluss begann die Belagerung von Tyros, wobei er durchblicken lässt, dass spätere Legenden, die bei den zeitlich näheren Chronisten nicht erscheinen, wenig glaubhaft seien. Andrea Dandolo folgend berichtet LeBret, nach der Eroberung von Tyrus sei dem Dogen die Königswürde angetragen worden, da man nicht mehr hoffte, Balduin würde freikommen. Zwar lehnte der Doge die Würde ab, und er versprach stattdessen, sich für die Befreiung des Königs einzusetzen, „jedoch“, so bemerkt der Autor sarkastisch, „finden wir nicht, daß die Venetianer ihre Großmuth so weit getrieben, daß sie an dem Lösegeld etwas bezahlet hätten“ (S. 305 f.). Balduin, dem von der Ablehnung der Königswürde durch Domenico Michiel berichtet wurde, unterzeichnete 1125 den besagten Vertrag. Doch „je mehr sich der Doge ausbreitete, desto eifersüchtiger wurde“ Kaiser Johannes. Dieser habe versucht, Türken und Kreuzfahrer gegeneinander auszuspielen, um das einstige Reichsgebiet zurückzugewinnen. Während Tyrus erobert wurde, eroberte der nunmehr mit dem Kaiser verbündete König von Ungarn Städte in Dalmatien. Spalatro brachte letzterer „vermutlich durch Hülfe einiger griechischer Schiffe, unter seinen Gehorsam“ – in der zugehörigen Fußnote vermerkt der Autor: „Lucius L. III. c. VII.“ – „und Trau, das schon vorher durch einige saracenische Seeräuber zerstöret worden, war zu ohnmächtig zu einem Widestande“. „Zara aber blieb der venetianischen Herrschaft getreu“, meint LeBret. Der Doge bat die Großen des Königreichs Jerusalem, „es ihm bey diesen Umständen nicht als eine Untreue auszulegen, wenn er mit seiner Flotte absegelte, und sich an dem griechischen Kaiser zu rächen suchte“ (S. 307). „Michieli fuhr dreiste gegen Rhodus, wo er die Einwohner anfangs nur um Erfrischung für seine Flotte und seine Mannschaft bat“. Auf die erste feindliche Gesinnung reagierte er mit völliger Zerstörung der Stadt. Die Verteilung der Beute führte beim Heer dazu, „daß es sich nach weitern Unternehmungen sehnete“, so dass auch Chios geplündert wurde. 1126, der hl. Isidor war verladen, griff man „Mitilene oder Lesbos“ an, „Samnus, Andrus und andere Inseln erfuhren ebenfalls den Plünderungsgeist seiner Soldaten.“ „Man lebte unter seinem Heere allein von Beute, denn die Absicht des Dogen war noch nicht, sich an allen diesen Orten fest zu setzen“.

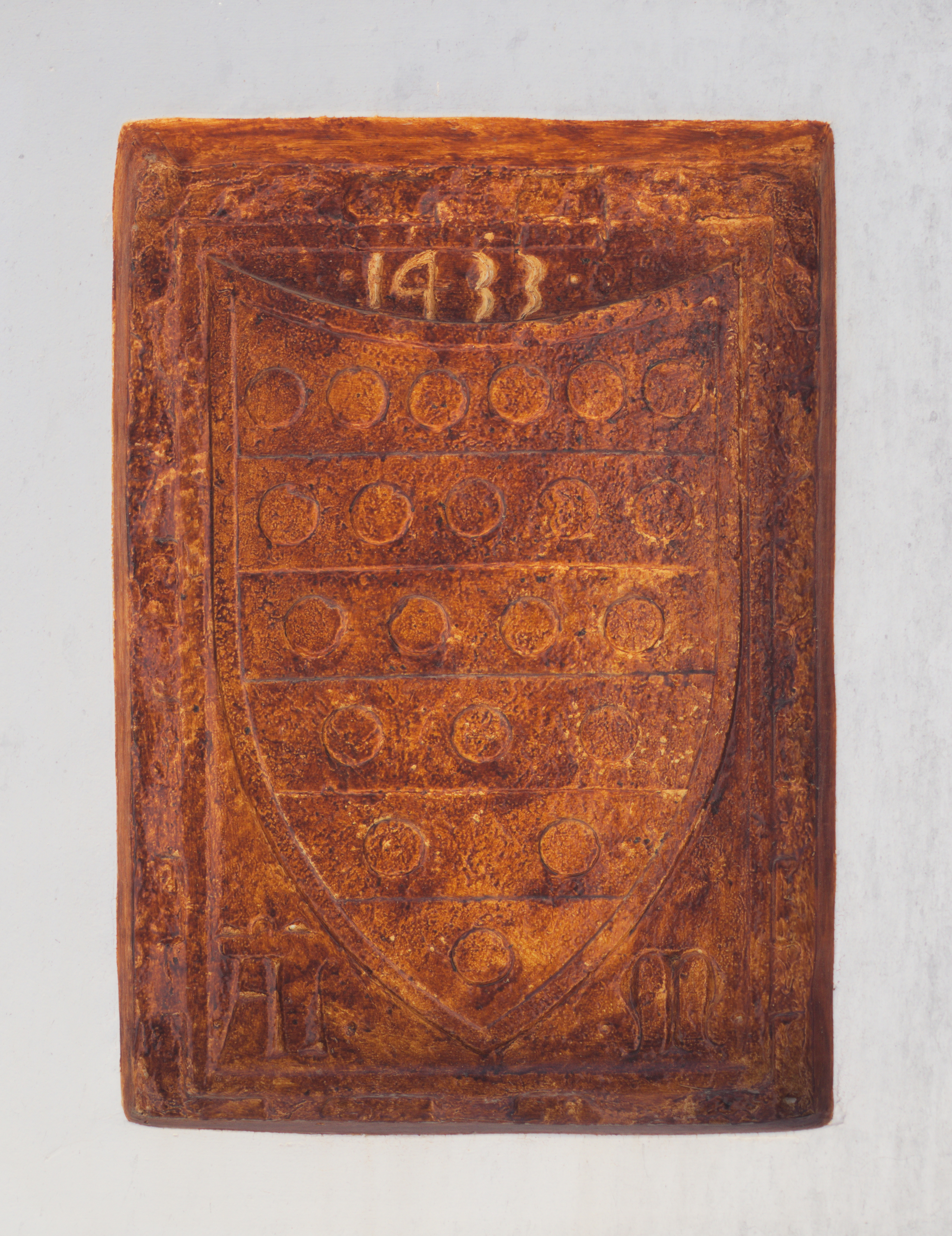
Wappen der Michiel an der Burg von Serifos, erbaut 1433, fotografiert 2016. Es zeigt die „Münzen“, die Michiel ausgeben ließ.

Nach „Peter Justiniani“ – in der zugehörigen Fußnote vermerkt der Autor: „Peter Giustiniani L. II. Dandulus saget davon nichts“ – vermeldet, „in Asien fieng er an, Mangel am Gelde zu leiden“. Der Doge „ließ so gleich Geld von Leder schlagen, und versprach den Soldaten, ihnen den wahren Werth dieses Geldes in Venedig in gutem Silber erstatten zu lassen“. „Dieser erfinderische Geist machte sich bey seinem Vaterlande so beliebt, daß das michielische Haus, welches in gerader Linie von ihm abstammet, noch jetzo diese Münzen im Wapen führet.“ LeBrets Werk enthält an dieser Stelle ausnahmsweise eine Abbildung, nämlich drei Michieli-Wappen. Die Flotte setzte ihre Fahrt nach Dalmatien fort, wo der Doge plante, „die Städte dieses Landes zu züchtigen, welche sich indessen den Hungarn ergeben hatten.“ (S. 308). Spalato und Trau mussten ihren Treueid erneuern, die Ungarn zogen sich nach „Belgrad“ zurück. „In dieser Stadt pflegeten die hungarischen Könige sich die dalmatische Krone aufsetzen zu lassen“. König Stephan habe die Stadt nach der Zerstörung durch Falier wieder befestigen lassen. Der Doge eroberte die Stadt und „gab sie seinen Soldaten preis“. „In Zara wurde er hierauf von dem ganzen Volke und der Clerisey mit Frohlocken empfangen“, die Stadt habe als Lohn die Inseln vor Belgrad erhalten. Nach zwei Jahren und zehn Monaten kehrte der Doge nach Venedig zurück, „seine Soldaten liebten ihn, weil er ihnen vielleicht nur allzu oft ganze Inseln und Städte preis gegeben, und aus Mangel an Gelde ihnen gewisse Handlungen erlaubt hatte, worüber die Geschichte gern einen Schleyer vorziehen möchte“. Den Kaiser provozierte er weiter, in dem er eine „kleine Flotte“ von 14 Galeeren aussandte, Kephalonia zu erobern. In verschiedenen Gefechten siegten die Venezianer, der Doge misstraute dem Kaiser. „Hierdurch stieg die Erbitterung auf eine solche Stufe, daß der Doge, so, wie Peter der erste, ein Gesetz gab, es sollten alle Venetianer sich die Bärte abschneiden lassen, damit sie auch in dem Äußerlichen nichts mehr mit den Griechen gemein hätten“ – woraufhin der Autor auf Russland unter Peter dem Großen anspielt, doch sei der Widerstand in Venedig wegen des Nationalhasses geringer gewesen. Die schließliche Bitte des Kaisers, Unterhändler zu schicken deutet LeBret so, dass der Doge sich von Anfang an nicht auf Verhandlungen eingelassen habe, sondern sogleich militärisch vorgegangen sei. So stellte der Kaiser ein Privileg aus, das noch weiter ging, als das seines Vorgängers. Aus diesem Privileg zitiert LeBret in einer Fußnote. LeBret setzt fort: „Unter allen diesen Beschäfftigungen wurden die Haare des Dogen grau, und sein Ende nahete herbey. Es überfiel ihn eine Krankheit im zwölften Jahre seiner Regierung, an welcher er in einem ziemlichen Alter verschied.“ Die Grabinschrift wurde von seinen Verwandten gestiftet, jedoch sei dies erst in späterer Zeit erfolgt. Wieder in einer Fußnote beruft sich LeBret auf „Lucius“, „welcher die Zeitrechnungsfehler derselben erweist“ (S. 309, Anm. 12).

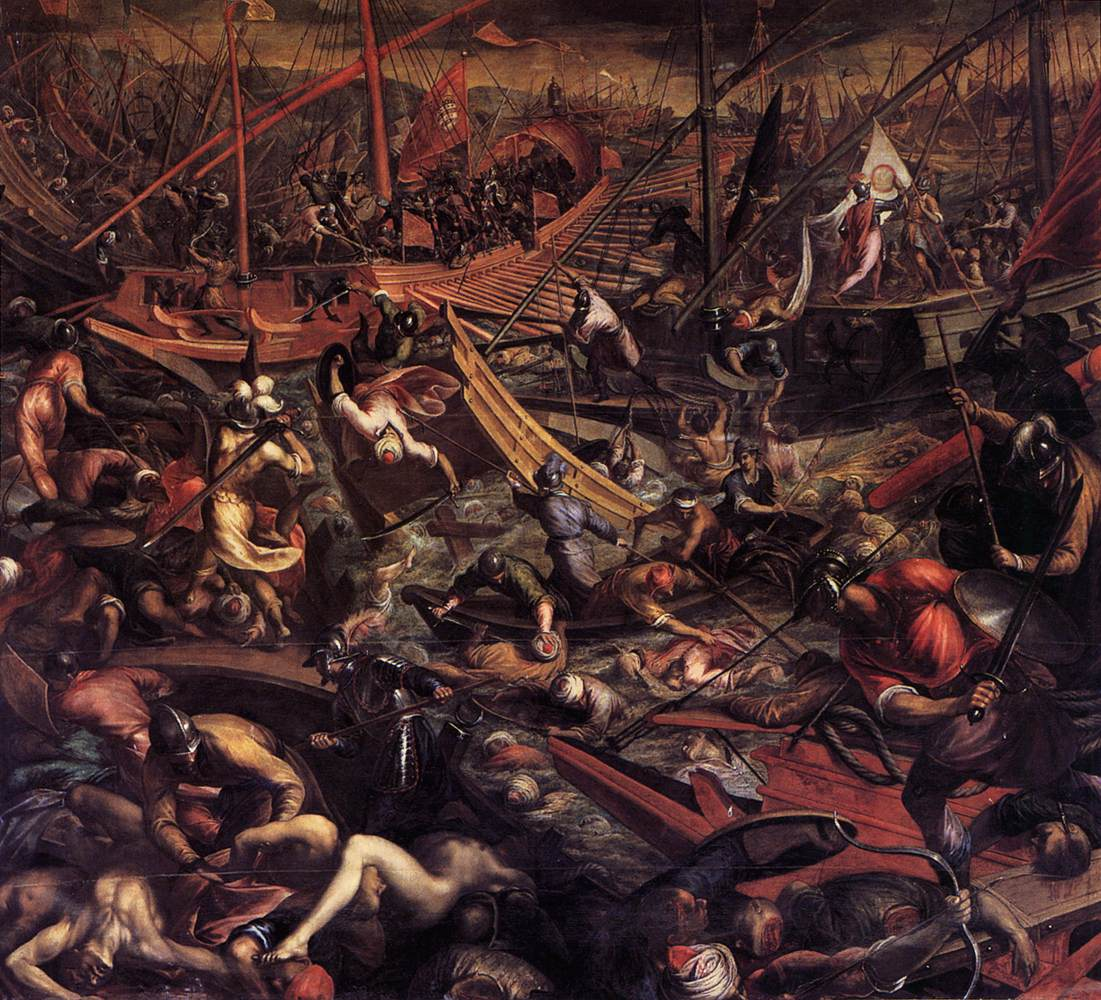
Das Gemälde, auf das Zanotto anspielt, stammt von Sante Peranda (1566–1638). Es entstand in den 1590er Jahren und befindet sich in der Sala dello Scrutinio im Dogenpalast.

In seinem Il Palazzo ducale di Venezia von 1861 glaubt Francesco Zanotto, der Nachfolger Ordelafo Faliers habe mit den Ungarn zunächst einen Waffenstillstand auf fünf Jahre abgeschlossen, so dass beide Mächte diejenigen Städte behielten, die ihnen zu dieser Zeit in Dalmatien unterstanden. Zunächst aber trafen Venedig Naturkatastrophen, Epidemien und Hunger, dann der Stadtbrand von 1120. Doch bis 1122 war Venedig wieder in der Lage, sich ‚neuen Aufgaben im Orient zu widmen‘, „chè preparavasi a prove novelle in Oriente“. Balduin II. und Calixt II. hätten Gesandte geschickt, um Hilfe für die „armi crociate in Siria“ zu erbitten. Der Doge fuhr ‚mit allgemeiner Zustimmung der Nation‘ zunächst nach Bari. Während des Winters belagerte er Korfu, weil er den feindseligen Kaiser hasste. Im Frühjahr setzte er seine Fahrt fort und plünderte, so Zanotto, bereits auf der Hinreise Chios, Lesbos und Rhodos. Dann erreichte er Zypern, schließlich Jaffa, wo die ägyptische Flotte in dreistündiger Schlacht besiegt wurde. Zanotto ergänzt: „Tanta vittoria venne espressa nella sala dello Scrutinio, da Santo Peranda“, wobei es sich um ein Gemälde von Sante Peranda im Dogenpalast handelt. Der Doge ging zu Verhandlungen nach Jerusalem, wo er als ein „glorioso alleato trionfatore“ empfangen wurde. Ausführlich schildert Zanotto, wie ein Kind einen von zwei Zetteln mit den Stadtnamen Tyros und Askalon vom Altar nahm, und damit, als eine Art Gottesurteil, die als nächste zu erobernde Stadt auswählte. So wurde zuerst Tyros erobert, während Askalon auf dem anderen Zettel stand. Auch erwähnt er knapp die Privilegien und Immunitäten sowie den Anteil an der Stadt, der den Venezianern zustehen sollte. Heer und Flotte brachen Anfang Frühjahr 1123 von Jerusalem, bzw. Tolemaide auf. Doch die belagernde Armee, die die Hauptlast getragen und daher die Venezianer beneidet habe, die nur in ihren Schiffen warteten, habe verlangt, genauso ruhig in ihren Zelten bleiben zu dürfen. Immerhin konnte der Doge sie von seiner Loyalität überzeugen. Auch erzählt Zanotto als gesicherte Überlieferung die Geschichte von der Taube, die, mit einem Brief ausgestattet, ein Entsatzheer für Tyros ankündigen sollte. Doch hätten die Belagerer die Taube abgefangen, den Brief durch einen anderen ausgetauscht und so den Belagerten vorgetäuscht, es könne kein Entsatzheer ausgeschickt werden. Dies habe die Bewohner von Tyros endgültig entmutigt, so dass sie nach wenigen Tagen kapitulierten. Nur in allgemeinen Worten schildert der Autor, die rückkehrende Flotte habe die griechischen Inseln verwüstet, die verlorenen Städte in Dalmatien zurückgewonnen. Den schon erwähnten Stein Jesu und die Reliquien des Isidor vergisst er allerdings nicht zu erwähnen. Nun hätten allerdings Griechen venezianische Schiffe gekapert – was sonst kein Geschichtsschreiber erwähnt –, so dass eine neue Flotte ausgesandt wurde. Diese habe Kefalonia erobert. Der Kaiser habe daraufhin seine Friedensfühler ausgestreckt, um schließlich doch die Privilegien seines Vorgängers zu erneuern. Immerhin räumt Zanotto ein, dass man nicht verschweigen könne, dass es so große Unterschiede zwischen den Geschichtsschreibern gebe, dass man, um aus diesem Labyrinth zu finden, den Faden der Ariadne bräuchte. Aus Kefalonia brachten die Venezianer den „corpo di S. Donato, vescovo di Evorea“ mit, der in die Kirche S. Maria auf Murano verbracht wurde. Daher hieß die Kirche später „Santa Maria e Donato“. Ende 1129 trat der Doge zurück, um in Ruhe und Frieden leben zu können. Er starb im folgenden Jahr. Nach anderen Chronisten sei er jedoch als Doge gestorben. Nach einer anonymen alten Chronik, so der Autor, die von Gallicciolli zitiert werde – gemeint ist wohl Giambattista Gallicciolli –, sorgte der Doge für die Beleuchtung der Stadt. Damit sollte die Zahl der Morde vermindert werden, die von Männern begangen wurden, die sich wie die Griechen mit einem Bart tarnten („con barbe simulate alla greca“). Daher wurde das Bart tragen bei Todesstrafe untersagt.

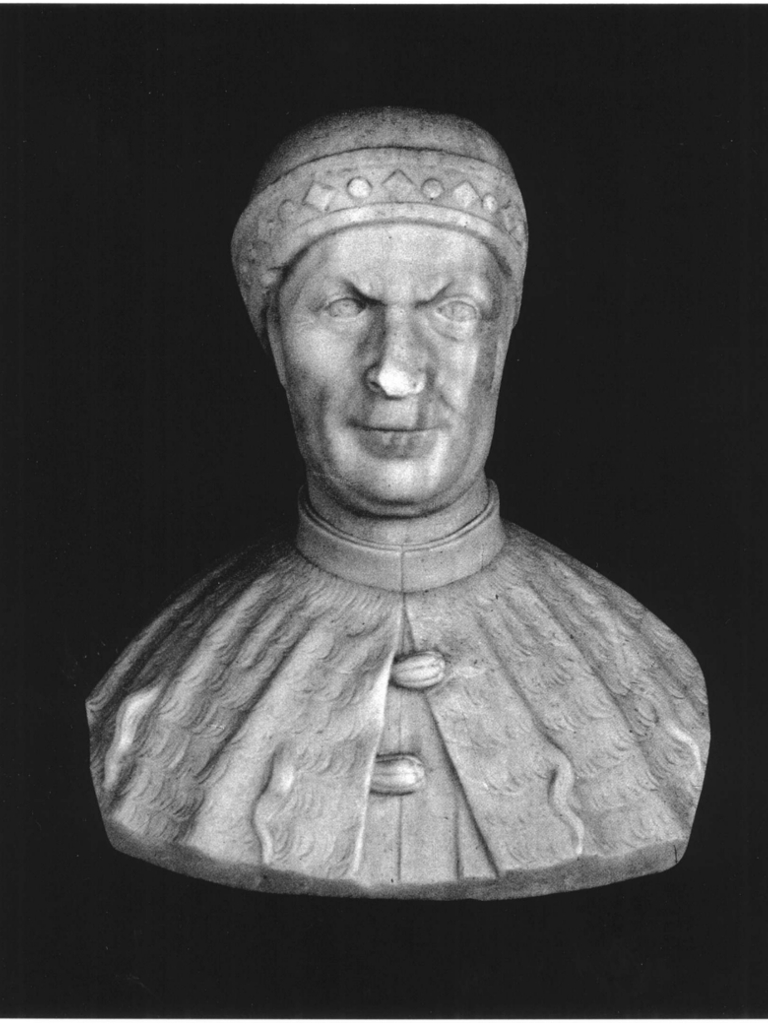
Büste des Domenico Michiel, Luigi Piccoli, 1860–1861, im Panteon Veneto, Palazzo Loredan am Campo Santo Stefano in Venedig

Weniger erzieherisch-moralisierend deutete Samuele Romanin die Quellen, der die wenigen Hinweise auf das Leben des Dogen in den weiteren historischen Zusammenhang einordnete. Er stellte diese Epoche 1854 im zweiten der zehn Bände seiner Storia documentata di Venezia dar. 1118 folgte auf Ordelafo Falier der neue Doge, der sogleich Gesandte an Stephan II. von Ungarn geschickt habe, unter ihnen sein Sohn Vitale, die einen Vertrag auf fünf Jahre aushandelten. Darin sicherte sich Venedig einen Teil Dalmatiens. Unmittelbar danach schildert der Autor die Vorgänge in „Palestina“, die zum Eingreifen Venedigs führten. 1122, so fügt Romanin ein, sei es zum Wormser Konkordat gekommen, womit langjährige moralische Verfehlungen ein Ende fanden, die die Christenheit skandalisiert („scandalizzato“) hatten. Dann schildert der Autor auf 14 Seiten die Operationen im Heiligen Land nebst einer Reihe von Legenden (S. 36–49). Als dem Dogen zu Ohren kam, dass Stephan II. die Abwesenheit der Flotte genutzt hatte, um wiederum die Städte Dalmatiens zu besetzen – ausdrücklich mit Ausnahme von Zara –, befahl er 1123 die Heimfahrt. Dabei gingen die Auseinandersetzungen mit Kaiser „Calojanni“ weiter, die der Autor allerdings nur kurz nennt. Ebenso knapp schildert er das Beutemachen auf den byzantinischen Inseln im Jahr 1125 und die Rückgewinnung der besagten Städte von Ungarn. Darüber hinaus schildert er das Bartverbot, das von einigen Chronisten erwähnt werde, und den Friedensschluss von 1126, in dem der Kaiser das Chrysobullon seines Vaters anerkannte. Enthusiastisch schildert Romanin schließlich den triumphalen Einzug des Dogen in Venedig, ebenso wie die Beute aus Marmor, Stoffen und Reliquien. Auch schreibt er dem Dogen die Beleuchtung der Stadt zu, angeblich gehe auf ihn auch die Einrichtung der Capi di contrada zurück, die er ausdrücklich zwar erst 1227 erwähnt findet, jedoch als ‚bereits existierende Magistratur‘ (S. 51, Anm. 1). Die ebenfalls neue Einrichtung der Nachtwächter diente ebenso der Sicherheit wie die tabernacolini, an vielen Häuserecken befindliche Leuchten, die den nächtlichen Fußgängern Schutz und bessere Sicht boten. Aus ‚Liebe zur Ruhe‘ („amor della quiete“) trat der Doge schließlich zurück, um im nächsten Jahr 1150 im Kloster San Giorgio zu sterben. Schließlich liefert Romanin den vollständigen Text der Grabesinschrift (S. 52).
In vielerlei Hinsicht anders argumentiert Heinrich Kretschmayr 1905 im ersten Band seiner dreibändigen Geschichte von Venedig. Es sei „kein leichtes Erbe, das Doge Domenico Michiele (Frühjahr? 1118 – Frühjahr? 1130) von seinem tapferen Vorgänger“ übernommen habe. Im selben Jahr, in dem Ordelafo gestorben war, verstarb auch Kaiser Alexios, auf den sein Sohn Johannes folgte. Er verweigerte die Bestätigung der Privilegien, begegnete den Venezianern in seinem Reich feindselig und „trat angeblich selbst in Bündnis mit dem König von Ungarn“. Im selben Jahr starb auch Balduin I. Der neue König Balduin II. wandte sich um Hilfe, nicht nur an Venedig, sondern auch an Pisa und Genua, wie die venezianische Geschichtsschreibung meist unterschlägt. Venedig fürchtete, deren Konkurrenz im Heiligen Lande zu erliegen. Die Entscheidung, ob zuerst in Dalmatien, Griechenland oder dort einzugreifen sei, wurde durch die Versprechungen Balduins II. erleichtert, so Kretschmayr. Der Doge entschied sich für die Levante, um so zugleich auch mit den Griechen abrechnen zu können. Dabei bringt der Autor den neuen Gedanken ein, dass der Michiel den Ehrgeiz gehabt haben könnte, die vor über hundert Jahren durchgesetzte Absage an eine Erbmonarchie wieder zu revidieren. Zwar wurde nicht einer seiner Söhne sein Nachfolger, sondern sein Schwiegersohn, aber der Doge sei wohl derlei Gedanken im fortgeschrittenen Alter zugänglich gewesen. Am 8. August 1122 lichtete eine Flotte von „wohl über 100 Kriegsschiffe[n]“, „ebensoviele Lastfahrzeuge, etwa 15000 Mann an Bord“ die Anker (S. 224 f.). Ausgestattet mit dem päpstlichen Banner führte der Doge die Flotte selbst, während seine Söhne Leachino und Domenico als „Vizedogen“ – Kretschmayr selbst setzt das Wort in Anführungszeichen und hält die beiden für Brüder – zurückblieben. Die Flotte steuerte Bari an, das eine „recht inhaltlose Handelsübereinkunft“ erhielt, immerhin die erste mit einer italienischen Seestadt. Für Kretschmayr landete die Flotte unter dem Vorwand einer Überwinterung auf Korfu, doch gelang die Eroberung nicht. „Erneute dringende Hilferufe aus dem Osten … beschleunigten die Abfahrt“ im Frühjahr. Etwa Mitte Mai 1124 erreichte die Flotte Zypern, Ende Mai Akkon. Am 29. Mai wurde Jaffa vom Lande her entsatzt. Am 30. Mai gelang es, die ägyptische Flotte vor Askalon zu schlagen. Vor El-Arisch kaperte man die besagten zehn Händlerschiffe, mit Bauholz, Tuch und Seide beladen, wie der Autor hinzufügt. Am 7. Juli 1124 fiel auch Tyros. „Die bald nachher eintreffende Nachricht von der Befreiung des Königs machte den Erfolg vollständig.“ Kretschmayr ergänzt: „Im Südostteile der heutigen Stadt Sur (Tyros) sind noch die Reste des alten Venezianerdrittels zu erkennen.“ Der besagte „Felsblock, auf dem nach frommer Überlieferung einstmals der Herr gepredigt“ wurde zum Altartisch der Taufkapelle von San Marco (S. 228). Hätten die Venezianer die christlichen Staaten absichern wollen, so wäre man gegen Damaskus vorgegangen, so aber zog die Flotte im Sommer 1124 ab. In Konstantinopel erging vorsorglich Auftrag, „keinen in Konstantinopel weilenden Venezianer abreisen zu lassen. Man wollte sich ihrer als Geisel versichern.“ (S. 228). Im Oktober erreichte die Flotte Rhodos, wo es heißt, „die Einwohner sollen mit der Lieferung von Lebensmitteln Schwierigkeiten gemacht haben.“ So begann der Doge seinen Krieg gegen Johannes, der nun erst Recht das Chrysobullon, die Bestätigung der gewohnten Privilegien, verweigert habe. „Zugleich ein Drohkrieg und ein Rachekrieg.“ Die besagten griechischen Inseln, dann Modon, wurden erobert, und wie Kretschmayr ausführt, „die Bevölkerung beraubt und misshandelt, das Vieh in hellen Scharen auf die Schiffe getrieben.“ „Christen gegen Christen; ein trauriges Schauspiel angesichts der Seldschukennot!“ Am 15. Mai landete die Flotte in Dulcigno. „Der Doge nahm den Ungarn die Städte Spalato, Traù und Belgrado wieder ab, ließ das oftmals abgefallene Belgrado bis auf den Grund zerstören.“ „Glorreicher Sieger auf drei Kriegsschauplätzen kam Domenico Michiele im Juni 1125 nach Venedig zurück, fortab eine grosse Gestalt in der vaterländischen Geschichte.“ Nach drei Jahren war der Handel mit Byzanz immer noch unterbrochen, eine neue Flotte besetzte 1126 Kefalonia, die Venezianer beschlossen, ihre Bärte zu scheren. „In geheimer Verhandlung, wohl unter Einflussnahme des Papstes Honorius II., dessen Vermittelung Johannes mit Hinweis auf die niemals ganz unterbrochenen Unionsbestrebungen seines Hauses ausgesucht und gewonnen hatte, wurde die Erneuerung der Verträge mit Venedig vereinbart und im August 1126 beurkundet“. Dabei sollten nun auch die Griechen, die unmittelbar mit Venezianern handelten, abgabenfrei bleiben. Kretschmayr nennt dies eine „kommerzielle Bevormundung“, gegen die aller Widerstand zusammengebrochen sei. Doch nun drangen die Ungarn 1127 und 1128 wieder vor, und Venedig wurde abermals auf die Inseln des Quarnero zurückgeworfen. 1127 erhob sich mit Roger, der nun Herr des normannischen Gesamtreichs war, erneut die Gefahr des Übergreifens auf die östliche Adriaseite. Im Frühjahr 1130 starb der alte Doge im Kloster San Giorgio, so der Autor, „wohin er sich wenige Tage vor seinem Tode kränkelnd und lebensmüde zurückgezogen“ habe. Seine hohe Stellung, vielleicht auch persönliche Bemühungen, hätten bewirkt, dass der Dogat der Familie in weiblicher Linie erhalten geblieben sei, denn sein Schwiegersohn Pietro Polani wurde sein Nachfolger.
Für John Julius Norwich war in seiner History of Venice, die 1977 erstmals erschien, der zentrale Faktor jener Versuch Kaiser Johannes’ II., die Venezianer auf eine Stufe mit ihren Konkurrenten, mit Genua und Pisa zu stellen, und damit das Chrysobullon von 1082 zu widerrufen. Die Flotte, die am 8. August 1122 aufbrach, „was, at least in the first instance, against a Christian and not an infidel enemy.“ Daher belagerte der Doge ein halbes Jahr Korfu, und er versuchte auf dem eher zögerlichen Weg nach Osten Byzanz zu schaden, wo er konnte. Folge man dem byzantinischen Historiker Johannes Kinnamos († nach 1185), so plünderten die Venezianer Lesbos und Chios, Rhodos und Zypern, bevor sie Ende Mai in „Acre“ angekommen seien. Dann provozierte eine kleine Flotte die Ägypter vor Askalon, während hinter dem Horizont die Hauptflotte wartete. „The plan worked beautifully“, wie Norwich knapp feststellt. Dieser Sieg habe die marine Überlegenheit der Sarazenen beendet, denen der Zugang zum europäischen Holz für ihren Schiffbau zunehmend verwehrt war. Den siegreichen Venezianern wurden die besagten, ungewöhnlich vorteilhaften Konzessionen eingeräumt, dann Tyros erobert. Norwich führt den Siegeszug aus, lässt auch die Plünderungen auf dem Rückweg nach Venedig nicht unerwähnt. Doch erst nachdem er in Dalmatien einen Sieg davongetragen habe, ebenso wie auf Kephalonia, dann aber vor allem nach der Wiedereinsetzung Venedigs in die vom Kaiser entzogenen Rechte, „his reputation was assured for ever. In later centuries, indeed, it became almost legendary.“ In Venedigs „Hall of Fame“, dem Dogenpalast, wurde er als einziger Doge gleich auf drei Gemälden verewigt. Dabei seien auch Szenen in die Bildsprache übersetzt worden, die bei keinem Geschichtsschreiber zu finden seien, wie etwa die frei erfundene Intention des Dogen, als er Befehl gab „for sails and steering gear of the Venetian fleet to be pulled ashore, in order to demonstrate to the allies that the Venetian galleys will not depart until Tyre has been taken“, wie Norwich aus einem Kunstführer zitiert. Die Schiffe an Land zu legen hatte keinerlei symbolische Bedeutung, sondern war gängige Praxis, um eine Flotte für eine gewisse Zeit zu sichern. „The third picture, a small ceiling oval by Bambini, shows the Doge refusing the Crown of Sicily“, eine Krone, die ihm niemals angeboten worden sei, wie Norwich zu Recht konstatiert. Schließlich seien seine „last five years … in fact devoid of any foreign adventures“. Er habe sich auf innere Angelegenheiten konzentriert, wie eine rudimentäre Straßenbeleuchtung, womit Venedig zur ersten Stadt Europas – sieht man von Konstantinopel ab – avancierte, die eine regelmäßige Einrichtung dieser Art aufwies. Dazu dienten ancone, kleine venezianische Lichthäuschen („shrines“ nennt sie Norwich) an Hauswinkeln, die bis heute sehr häufig sind. Ab 1128 sollten dort bei hereinbrechender Dunkelheit Leuchten entzündet werden. Dafür waren die Gemeindepriester verantwortlich, die Kosten übernahm die Republik. Nach elfjähriger Regierung habe sich der Doge nach San Giorgio zurückgezogen, wo er wenig später gestorben sei, und wo sich noch heute sein Grabmal befinde.

### Geschichtsschreibung
- Roberto Cessi (Hrsg.): Origo civitatum Italiae seu Venetiarum (Chronicon Altinate et Chronicon Gradense) (=Fonti per la storia d’Italia, LXXIII), Rom 1933, S. 120.
- Luigi Andrea Berto (Hrsg.) Historia ducum Venetorum (Testi storici veneziani: XI–XIII secolo), Padua 1999, S. 4 f., 8–11.
- Henry Simonsfeld (Hrsg.): Historia ducum Veneticorum (=Monumenta Germaniae Historica. Scriptores in Folio, 14), Hannover 1883, S. 72–89, hier: S. 73 f. (Digitalisat der Edition, S. 73)
- Luigi Andrea Berto (Hrsg.) Annales Venetici breves (Testi storici veneziani: XI–XIII secolo), Padua 1999, S. 92 f.
- Henry Simonsfeld (Hrsg.): Annales Venetici breves, in: Monumenta Germaniae Historica, Scriptores, XIV, hrsg. v. G. Waitz, Hannover 1883, S. 71, Z. 22–28. (Digitalisat der Edition, S. 71)
- Alberto Limentani (Hrsg.): Martin da Canal, Les estoires de Venise: cronaca veneziana in lingua francese dalle origini al 1275. Olschki, Florenz 1972. (Fondazione Giorgio Cini. Civiltà veneziana. Fonti e testi. Serie III. 3)., S. 26 f., 30–37.
- Ester Pastorello (Hrsg.): Andrea Dandolo, Chronica per extensum descripta aa. 460–1280 d.C., (=Rerum Italicarum Scriptores XII,1), Nicola Zanichelli, Bologna 1938, S. 231–237. (Digitalisat, S. 230 f.)
- Roberto Cessi, Fanny Bennato (Hrsg.): Venetiarum historia vulgo Petro Iustiniano Iustiniani filio adiudicata, Venedig 1964, S. 2, 73, 92, 101–108, 256.
- Marino Sanudo: Le vite dei dogi, hrsg. von Giovanni Monticolo, (= Rerum Italicarum Scriptores XXII,4), 2. Aufl., XXII, 4, S. 180–188, 190, 192–196, 200.[25]
- Robert B. C. Huygens (Hrsg.): Willelmi Tyrensis archiepiscopi Chronicon / Guillaume de Tyr Chronique (= Corpus Christianorum. Continuatio mediaevalis, 63–63A), 2 Bde., Brepols, Turnhout 1986, Bd. I, S. 573–579, 593, 596 f., 601.
- Șerban Marin: The Venetians and the Siege of Tyre in 1124. A Psychological Warfare? Online conference, December 2023 (präziser Überblick über die 276 Chroniken, die sich mit dem Kreuzzug befassen, auch mit welchen Einzelheiten sich welche Chronik auseinandersetzt, dazu die „fakes“ von Briefen in den Chroniken usw.) (academia.edu)
- Șerban Marin: The War of Gods. The Venetian Crusade of Doge Domenico Michiel and Its Belliphonic Background, Konferenzpapier, Leeds 2025 (listet entsprechend der jeweiligen Gesichtspunkte die diese nennenden Chroniken auf). (academia.edu)

### Urkunden, Pacta, Ratsbeschlüsse, Briefe
- Gottlieb Lukas Friedrich Tafel, Georg Martin Thomas (Hrsg.): Urkunden zur älteren Handels- und Staatsgeschichte der Republik Venedig, Wien 1856, in: Fontes Rerum Austriacarum, Abt. II. Diplomataria et Acta, 3 Bde., Bd. 1: 814–1205, Wien 1856, n. XL, XLI, LIX, S. 84, 90–93, 141.
- Andrea Gloria (Hrsg.): Codice diplomatico padovano dal secolo sesto a tutto l'undicesimo, Bd. I, Padua 1877, n. 322, S. 248. (Digitalisat)
- Giovanni Monticolo: Il testo del patto giurato dal doge Domenico Michiel al Comune di Bari, in: Nuovo Archivio veneto IX (1899), hier: S. 96, 123, 140 f. (Digitalisat)
- Luigi Lanfranchi (Hrsg.): Famiglia Zusto, Venedig 1955, nn. 8, 17, 21, VII, S. X, XVIII, 26 f., 40, 49, 64.
- Luigi Lanfranchi (Hrsg.): S. Giorgio Maggiore, Bd. II, Venedig 1968, n. 145, S. 318.
- Bianca Lanfranchi Strina (Hrsg.): Ss. Trinità e S. Michele Arcangelo di Brondolo, Bd. II, Venedig 1981, n. 67, S. 138.
- Roberto Cessi (Hrsg.): Acta Consilii sapientum, in: Deliberazioni del Maggior Consiglio di Venezia, Bd. I, Bologna 1950, n. VII, IX, S. 242, 244.
- Marco Pozza (Hrsg.): Gli atti originali della Cancelleria veneziana, Bd. I: 1090–1198, Venedig 1994, n. 6–7, 15, S. 50–52, 71.
- Tadija Smičiklas (Hrsg.): Codex diplomaticus Regni Croatiae, Dalmatiae et Slavoniae, 18 Bde., Bd. II, Zagreb 1904, n. 27, S. 30. (Digitalisat, Bd. II)
- Paul Fridolin Kehr (Hrsg.): Regesta pontificum Romanorum, Bd. VII, 2, Berlin 1925, n. 38 f., S. 21.